# Sikorsky CH-53
Der Sikorsky CH-53 Sea Stallion (deutsch „Seehengst“; Herstellerbezeichnung S-65) ist ein mittelschwerer Transporthubschrauber (englisch cargo helicopter, CH), der zur Beförderung von Personen oder Material dient und von der Sikorsky Aircraft Corporation hergestellt wird. Die Bundeswehrvarianten führen die Typenbezeichnungen CH-53G/GS/GE/GA und werden in der Bundeswehr als „mittlerer Transporthubschrauber“ (MTH) bezeichnet.

## Entwicklung

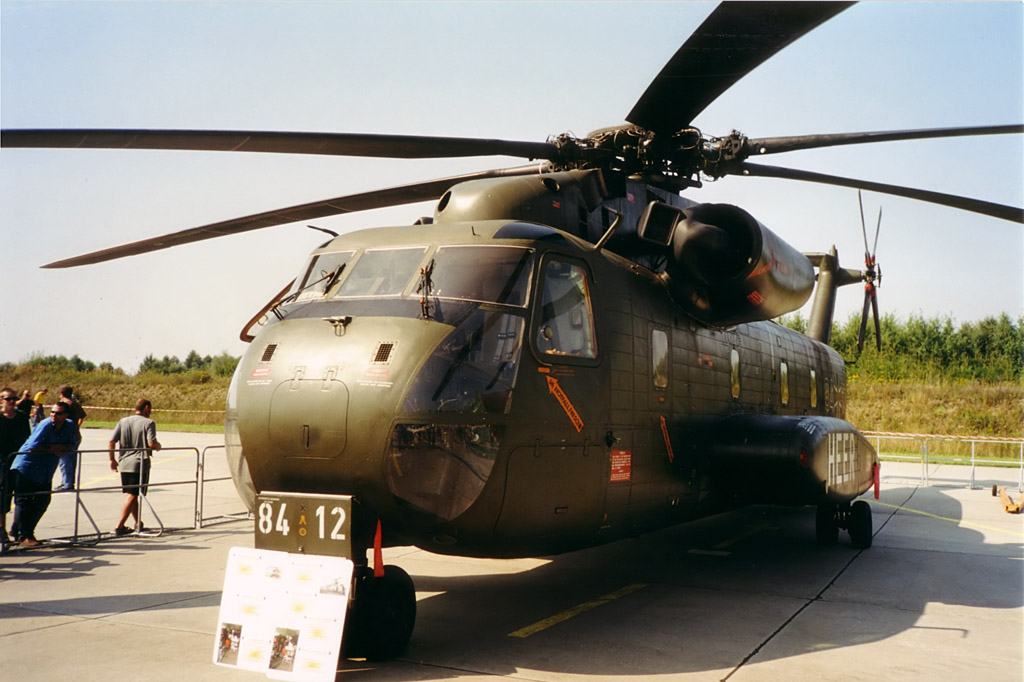
CH-53G in Laage

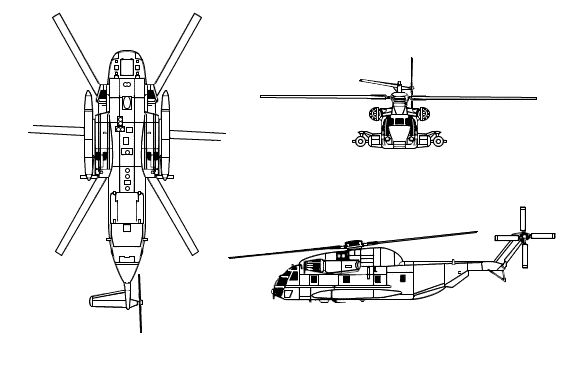
Risszeichnung eines CH-53

Der CH-53 wurde von Sikorsky Anfang der 1960er-Jahre entwickelt, um an einer Ausschreibung des United States Marine Corps für einen schnellen, allwetterflugtauglichen schweren Transporthubschrauber teilzunehmen. Um die Entwicklung schnell voranzutreiben, wurden bei der Konstruktion des CH-53 Hauptrotor und Getriebe in modifizierter Form vom bereits vorhandenen Sikorsky CH-54 übernommen. Die Zelle des CH-53 stellt im Prinzip eine vergrößerte Ausführung des Sikorsky S-61R dar, der nicht mehr die bootsrumpfähnliche Gestaltung der abgedichteten unteren Rumpfhälfte des früheren S-61 aufwies.
Der erste CH-53-Prototyp flog am 14. Oktober 1964 und knapp drei Jahre später, im September 1967, begann die Auslieferung der als CH-53A „Sea Stallion“ bezeichneten Serienmaschinen an das United States Marine Corps. Die Avionik des CH-53A ermöglichte erstmals automatischen Konturenflug im Gelände und US-amerikanische Piloten demonstrierten die Leistungsfähigkeit des neuen Transporthubschraubers, indem sie mit der rund zwölf Tonnen schweren Maschine sogar Rollen und Loopings flogen. Ein weiterer CH-53A bewältigte mit den anfänglich verwendeten Wellenturbinen des Typs T64-GE-6, die lediglich 2110 kW leisteten, eine Nutzlast von 9.100 kg, wobei die Abflugmasse fast 21 Tonnen betrug.
Weitere militärische Versionen des CH-53 wurden unter den Bezeichnungen HH-53B bzw. HH-53C an die U.S. Air Force und als RH-53D an die U.S. Navy geliefert. Die Heeresflieger der Bundeswehr erhielten eine weitere Variante unter der Bezeichnung CH-53G, deren Zelle von deutschen Luftfahrtunternehmen in Lizenz gefertigt wurde. Dabei war die Firma VFW-Fokker federführend für die Endmontage und das Einfliegen des CH-53G zuständig. Weitere an der Zellenfertigung beteiligte Firmen waren die MBB-Werke Augsburg und Donauwörth sowie Dornier in Friedrichshafen. Von der Henschel Flugzeugwerke AG (HFW) in Kassel – die auch die Betreuung der dynamischen Komponenten (Rotorköpfe und Getriebe) übernommen hatte – wurde 1972 ein spezieller Prüfstand für Rotoren zum dynamischen Auswuchten der CH-53-Hauptrotorblätter gebaut und im MBB-Werk Donauwörth in Betrieb genommen. Während des Zeitraumes von Juli 1972 bis zum Juni 1975 wurden insgesamt 112 CH-53G an die Truppe ausgeliefert, wobei lediglich die ersten zwei Maschinen komplett aus den USA stammten; die übrigen Rümpfe wurden in Deutschland gefertigt und bei VFW-Fokker in Speyer (heute PFW Aerospace AG) mit den aus den USA stammenden dynamischen Komponenten vervollständigt. Dieselbe Ausführung CH-53G wurde von Israel beschafft, die aber komplett in den USA gebaut wurde.

## Technische Beschreibung
Der Sikorsky CH-53 ist ein turbinengetriebener zweimotoriger Transporthubschrauber mit einem Hauptrotor, dessen Drehmoment von einem Heckrotor ausgeglichen wird. Die Varianten Super Stallion und CH-53K besitzen drei Wellentriebwerke. Be- und entladen wird der Hubschrauber über eine Laderampe am Heck, die sich unterhalb des Heckauslegers befindet.

### Aufbau der Zelle
Die Zelle des CH-53 ist in konventioneller Halbschalenbauweise aus Aluminiumlegierungen gefertigt und an besonders belasteten Stellen, wie beispielsweise dem Laderaumboden, zusätzlich mit Stahl verstärkt. Die untere Rumpfhälfte ist abgedichtet, so dass prinzipiell auch Landungen auf ruhigen Gewässern möglich sind.

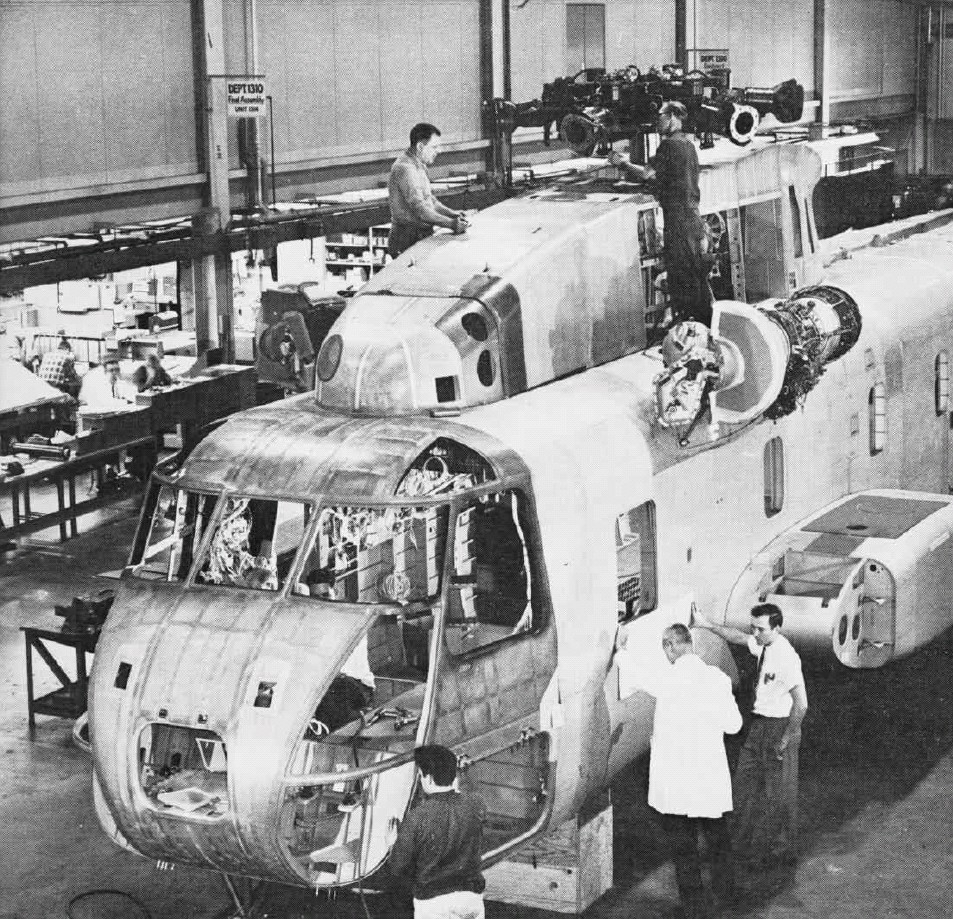
Bau des CH-53 bei Sikorsky

Die Pilotenkanzel ist mit einer dreifach geteilten Windschutzscheibe sowie einer großzügig dimensionierten Kinnverglasung und zwei dunkel getönten Dachfenstern ausgestattet. Zusätzlich befinden sich auf beiden Seiten der Pilotenkanzel aufklappbare und im Notfall abwerfbare Seitenfenster. Pilot und Kommandant sitzen auf gepanzerten Sitzen nebeneinander in der Pilotenkanzel, wobei der Pilot den rechten Platz einnimmt. Die Flugüberwachungs-Instrumente und Steuerkontrollen, bestehend aus Steuerknüppel, Blattverstellhebel und Pedalen, sind konventionell aufgebaut und auf beiden Seiten vorhanden. Alle Anzeigeinstrumente zur Triebwerks- und Systemüberwachung befinden sich im mittleren Teil der Instrumententafel und können von beiden Steuerplätzen eingesehen werden. Die Triebwerke werden ebenfalls zentral über die Bedienelemente in der Deckenkonsole bedient, die zwischen den oberen Pilotenkanzel-Fenstern platziert ist. Weitere Bedienelemente und Anzeigen befinden sich auf einer Mittelkonsole vor dem Instrumentenbrett. Der Boden der Pilotenkanzel ist gegenüber dem Kabinenboden um zirka 30 Zentimeter erhöht, da sich darunter der vordere Fahrwerksschacht und zwei über seitliche Klappen zugängliche Elektronikschächte befinden. Ein dritter Elektronikschacht sitzt in der Rumpfnase unterhalb der Windschutzscheibe.
Der Laderaum des CH-53G ist 9,15 Meter lang und weist einen Querschnitt von maximal 2,29 Metern Breite und 1,98 Metern Höhe auf. Rechts hinter dem Trennschott der Pilotenkanzel befindet sich eine horizontal geteilte Kabinentür mit integrierten Trittstufen im unteren Teil sowie einem einschwenkbaren Sitz für den Bordtechniker. Der obere Teil der Kabineneinstiegstür ist mit einem Fenster versehen und wird zum Öffnen nach innen hochgeklappt. Die Laderaumfenster können im Notfall mittels Zugbändern abgeworfen werden. Am hinteren Ende des Laderaumes befindet sich eine hydraulisch betätigte Laderampe, die im oberen Teil von einem hochschwenkbaren Ladetor ergänzt wird. Laderampe und Ladetor können auch während des Fluges geöffnet werden, um Abwurflasten oder Fallschirmspringer abzusetzen. Zur Reduzierung der dabei auftretenden Luftverwirbelungen sind beiderseits des Ladetores Windabweiser am Rumpf montiert. Der Laderaumboden ist für die Aufnahme von schweren Lasten verstärkt und besitzt eine rutschfeste Oberfläche sowie versenkte Befestigungsringe zum Verzurren von Ladegut. Zum Be- und Entladen des Hubschraubers verlaufen in der Mitte des Kabinenbodens zwei Rollenbahnen, auf denen von Hand und mit Innenwinden Transportgüter bewegt werden können.
Oberhalb der Hauptkabine befindet sich eine langgezogene Geräteverkleidung („Doghouse“), die neben Hauptgetriebe und Hilfstriebwerk auch den größten Teil der Versorgungssysteme wie Hydraulikpumpen, Stromgeneratoren, Kabinenheizung und Feuerlöschanlage beherbergt. In der teilweise abnehmbaren Verkleidung befinden sich mehrere Wartungsklappen und Lüftungsöffnungen sowie beiderseits ausklappbare Arbeitsplattformen. Die beiden Haupttriebwerke sind vorn rechts und links am Rumpf vor dem Hauptgetriebe angebracht und besitzen Triebwerksverkleidungen aus Verbundmaterialien. Elektrisch beheizbare GfK-Lufteinläufe an den Vorderseiten der Gondeln, die zugleich integraler Bestandteil der Frontgetriebeverkleidungen sind, führen den Triebwerken Luft zu. Triebwerksluftfilter sind an der Version CH-53G nicht vorhanden, finden jedoch bei der Variante GS Verwendung.
Unterhalb der Triebwerksgondeln befinden sich Fahrwerksgondeln („Sponsons“), in deren vorderen Abschnitten selbstabdichtende Kraftstofftanks untergebracht sind. Bei Bedarf kann die Kraftstoffkapazität mit außen an den Fahrwerksgondeln anzuhängenden Abwurftanks weiter erhöht werden. Die Befüllung der Kraftstofftanks erfolgt vorzugsweise über Druckbetankung. Sollte keine Druckbetankungsanlage verfügbar sein, ist auch eine Schwerkraftbetankung mit einer herkömmlichen Zapfpistole möglich, wofür sich Tankdeckel auf den Fahrwerksgondeln befinden. In den hinteren Bereichen der Fahrwerksgondeln sitzen die beiden Schächte für das nach vorne einziehbare Hauptfahrwerk. Alle Fahrwerksbeine des Dreipunktfahrwerkes sind stickstoff- oder ölgedämpft und -gefedert. Die beiden Hauptfahrwerksbeine sind mit Doppelrädern ausgestattet, die über eine Feststellbremse verfügen. Das nach hinten einziehbare Bugfahrwerk ist beweglich und ermöglicht dank einer Nachlaufsteuerung Richtungsänderungen beim Rollen. Zum Schutz des Heckauslegers bei Landungen mit starkem Anstellwinkel des Rumpfes befindet sich unten am Heckrotorpylon ein elektrisch einziehbarer Hecksporn, der zur Verringerung des Luftwiderstandes im Flug sowie zum Be- und Entladen am Boden eingefahren wird. An der Rumpfunterseite, im Schwerpunkt des Hubschraubers, befindet sich ein Lasthaken mit einer maximal zulässigen Hebekapazität von 9.000 kg. Die größte anzuhängende Außenlast liegt mit 7.255 kg deutlich unterhalb der Hakenkapazität und lässt lediglich eine Teilbetankung für eine Flugdauer von 25 Minuten zu; mit vollen Tanks reduziert sich die Außenlastkapazität auf die sogenannte Standardlast von 5.500 kg.
Hinter der Kabine schließt ein kurzer, schmal zulaufender Heckausleger mit einem steil aufragenden Heckrotorträger an, der an seinem linken, oberen Ende einen Vierblatt-Heckrotor trägt. Die Bodenfreiheit des Heckrotors ist im Normalfall, d. h. wenn der Hubschrauber auf ebenem, festem Boden steht, groß genug, um eine Gefährdung von Personen auszuschließen. Am rechten oberen Ende des Heckrotorträgers befindet sich eine horizontal angeordnete Stabilisierungsfläche, deren nach unten gerichtetes Profil Abtrieb erzeugt, um einer Nickbewegung des Rumpfes im Vorwärtsflug entgegenzuwirken. Zur platzsparenden Hallenunterbringung können die Hauptrotorblätter gefaltet und der Heckausleger angeklappt werden. Das Falten funktioniert hydraulisch.

### Antriebe und Aggregate

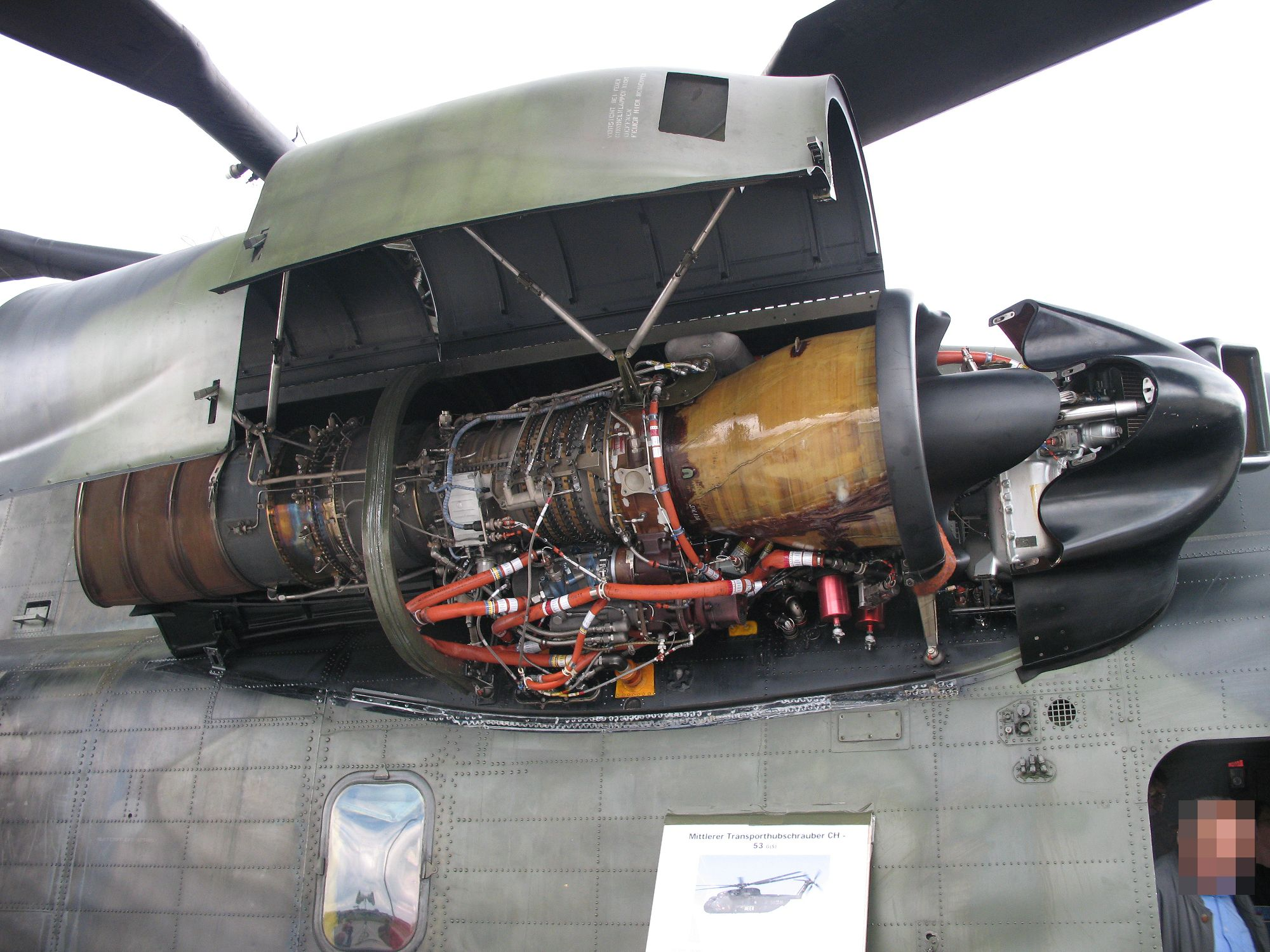
Rechte Wellenturbine einer CH-53G

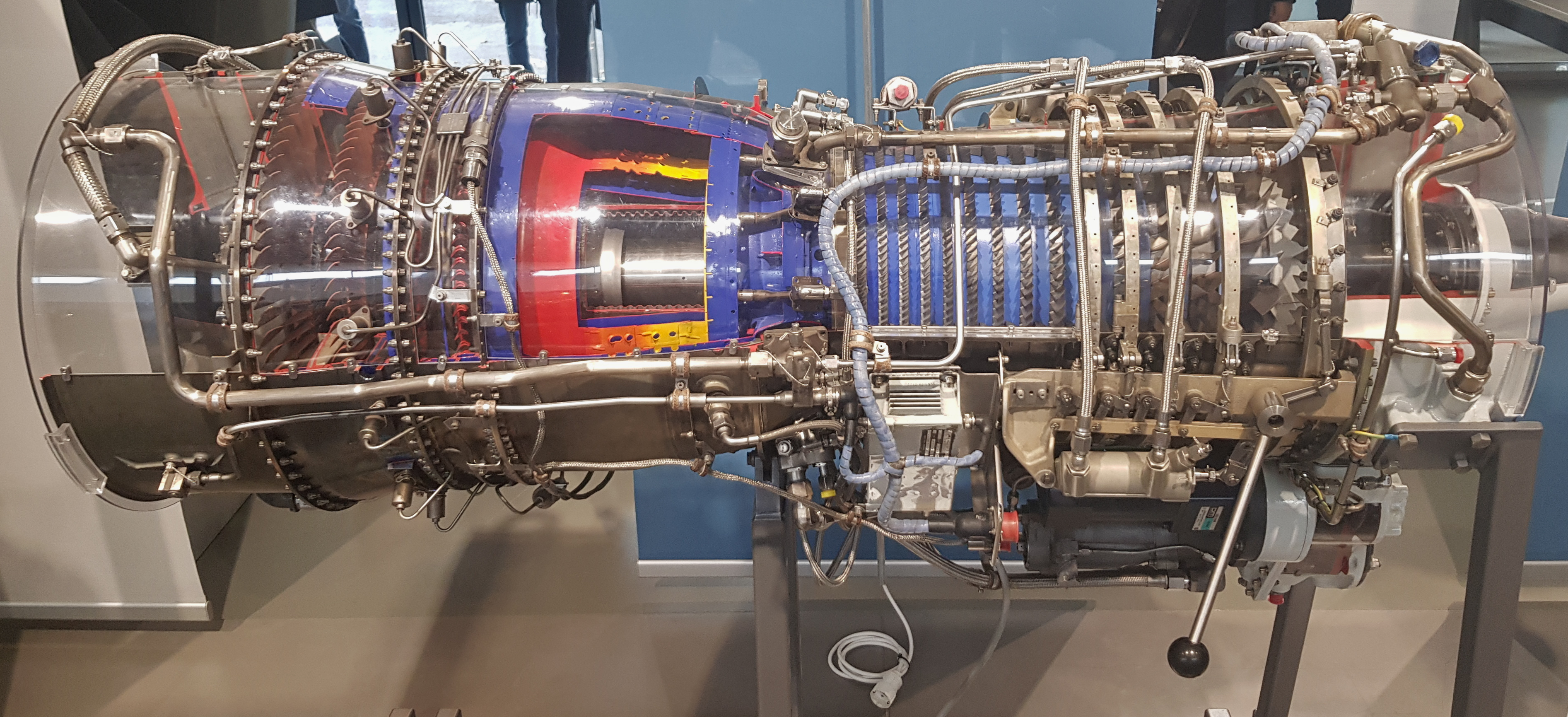
Triebwerk T64 verbaut 1971–75

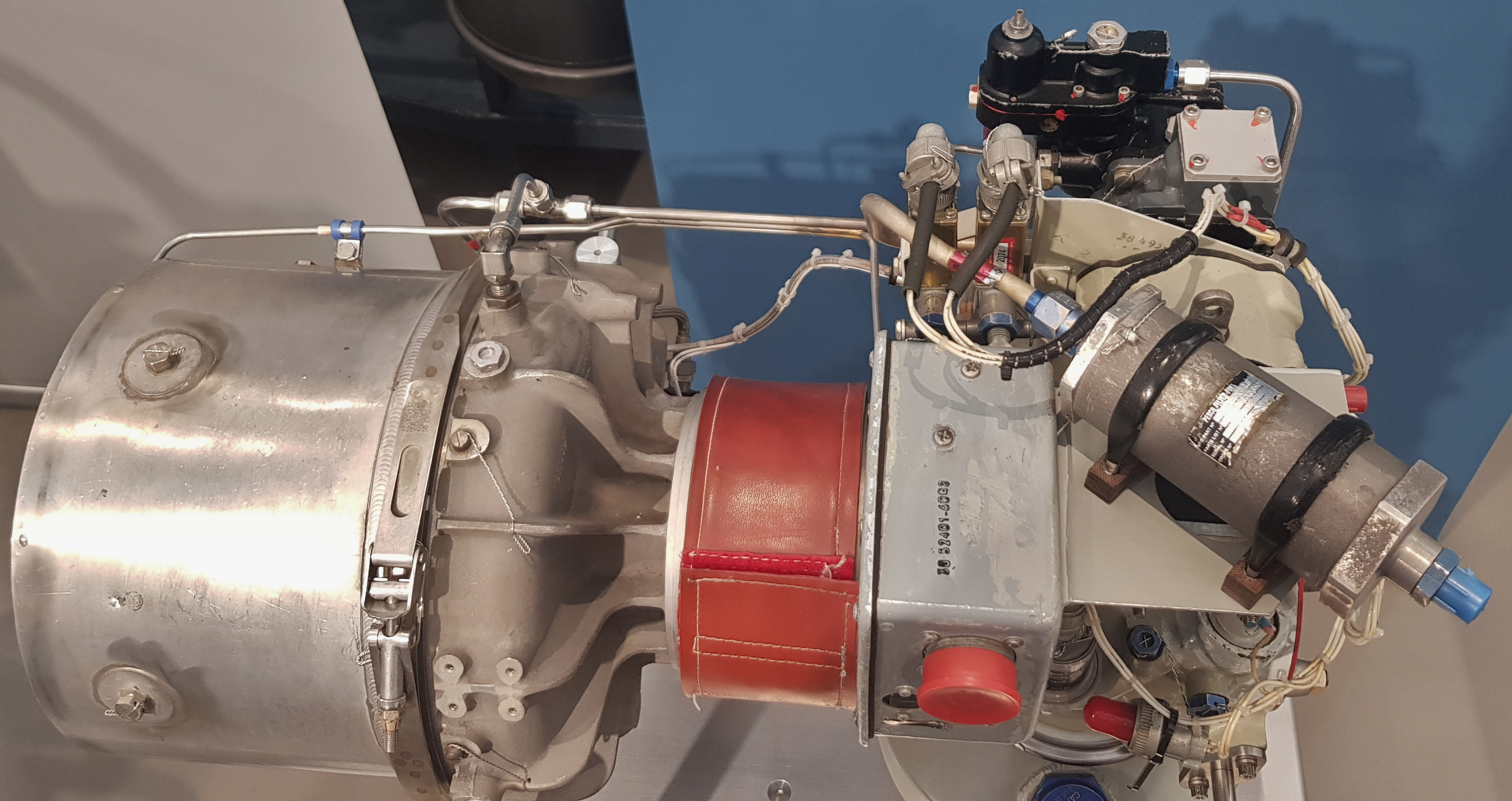
Hilfstriebwerk (APU) Solar T62-T27 mit 82 kW, verwendet mit dem Triebwerk T64-100.

Der CH-53G ist mit zwei Wellenturbinen des Typs General-Electric T64-GE-7 ausgerüstet. Gussteile und Turbinenräder sind größtenteils zerlegbar. Die Hilfsaggregate wie Kraftstoff- und Ölpumpen sitzen gemeinsam mit den hydraulischen Anlassern auf seitlich an den Triebwerken angeflanschten Geräteträgern. Zusätzlich sind an jedem Triebwerk Zündeinrichtungen, Tachogeneratoren, Temperaturfühler und Spänedetektoren vorhanden. Die Triebwerksölkühler sind mit Kühlgebläsen ausgerüstet und sitzen zwischen Triebwerksgondeln und Geräteabdeckung. Beide Triebwerke werden von Feuerdetektoren überwacht und sind mit einer manuell auszulösenden Feuerlöschanlage ausgerüstet.
Das T64-GE-7 ist ein Zweiwellentriebwerk mit axial ineinander liegenden Wellen, auf denen eine Hochdruck- und eine Niederdruckturbine sitzen. Während die Hochdruckturbine mit einer Leistung von rund 6.000 kW zum Antrieb des triebwerkseigenen mehrstufigen Axialverdichters dient, gibt die nachgeschaltete Niederdruckturbine die nutzbare Triebwerksleistung von 2.890 kW an das Hauptgetriebe des Hubschraubers ab. Dazu führt eine mechanisch unabhängige Antriebswelle innerhalb der hohlen Verdichterwelle nach vorne zu einem vor dem Lufteinlauf sitzenden Umlenkgetriebe. Von diesem verläuft eine weitere Welle wieder diagonal nach hinten und mündet schließlich in das zentral zwischen den Triebwerken angeordnete Hauptgetriebe. Zwischen den Triebwerken und dem Hauptgetriebe sind Freiläufe für den Fall montiert, dass die Triebwerke die Rotordrehzahl unterschreiten; es gibt jedoch keine Trennkupplungen im Antriebsstrang. Wenn das Drehen von Haupt- und Heckrotor bei laufenden Triebwerken unterbleiben soll – beispielsweise während des Anlassvorganges – können die Rotoren mittels einer Rotorbremse gehalten werden, wodurch aber zwangsläufig auch die nachgeschalteten Niederdruckturbinen der Triebwerke am Mitdrehen gehindert werden.
Bei der Version CH-53GS, die mit leistungsstärkeren T64-100-Triebwerken ausgestattet ist, kommen Triebwerksluftfilter, sogenannte Engine Air Particle Separator (EAPS), zum Einsatz, welche die Lebensdauer der Triebwerke in sandreicher Luft erhöhen.
Das Hauptgetriebe (HG) überträgt die Triebwerksleistung bei konstanter Drehzahl auf den Hauptrotor und über den Heckrotorantriebsstrang auf den Heckrotor. Auch die Hydraulikpumpe der Anlage 1 wird über einen Antrieb direkt vom Hauptgetriebe angetrieben. Außerdem ist das Gebläse des Ölkühlers über eine Antriebswelle mit diesem verbunden.
Als weiterer Antrieb für die genannten Aggregate befindet sich vor dem Hauptgetriebe ein Hilfstriebwerk (APU: „Auxiliary Power Unit“) mit einer Leistung von rund 75 kW, das auch zum Anlassen der beiden Haupttriebwerke dient. Die APU wird wegen fehlender Batterie nicht elektrisch, sondern mit einem hydraulischen Druckspeicher gestartet, der nach dem Anlassen von der BBH (Bord-Betriebs-Hydraulik) automatisch wieder vorgespannt wird. Der Druckspeicher kann auch per Handpumpe vorgespannt werden.
Die Hydraulikanlage besteht aus drei unabhängigen Systemen, von denen zwei der Flugsteuerung dienen und so Redundanz sicherstellen. Das dritte System dient als Utility-System zur Betätigung von Faltanlage, Laderampe, Ladetor, Winden, Fahrwerk, Radbremsen und Triebwerkstartanlage. Das Utility-System stellt die Redundanz bei der hydraulischen Betätigung des Heckrotors sicher. Dank dieser Mischung aller drei Hydrauliksysteme bietet die Flugsteuerung des CH-53G größtmögliche Ausfallsicherheit.

### Haupt- und Heckrotor

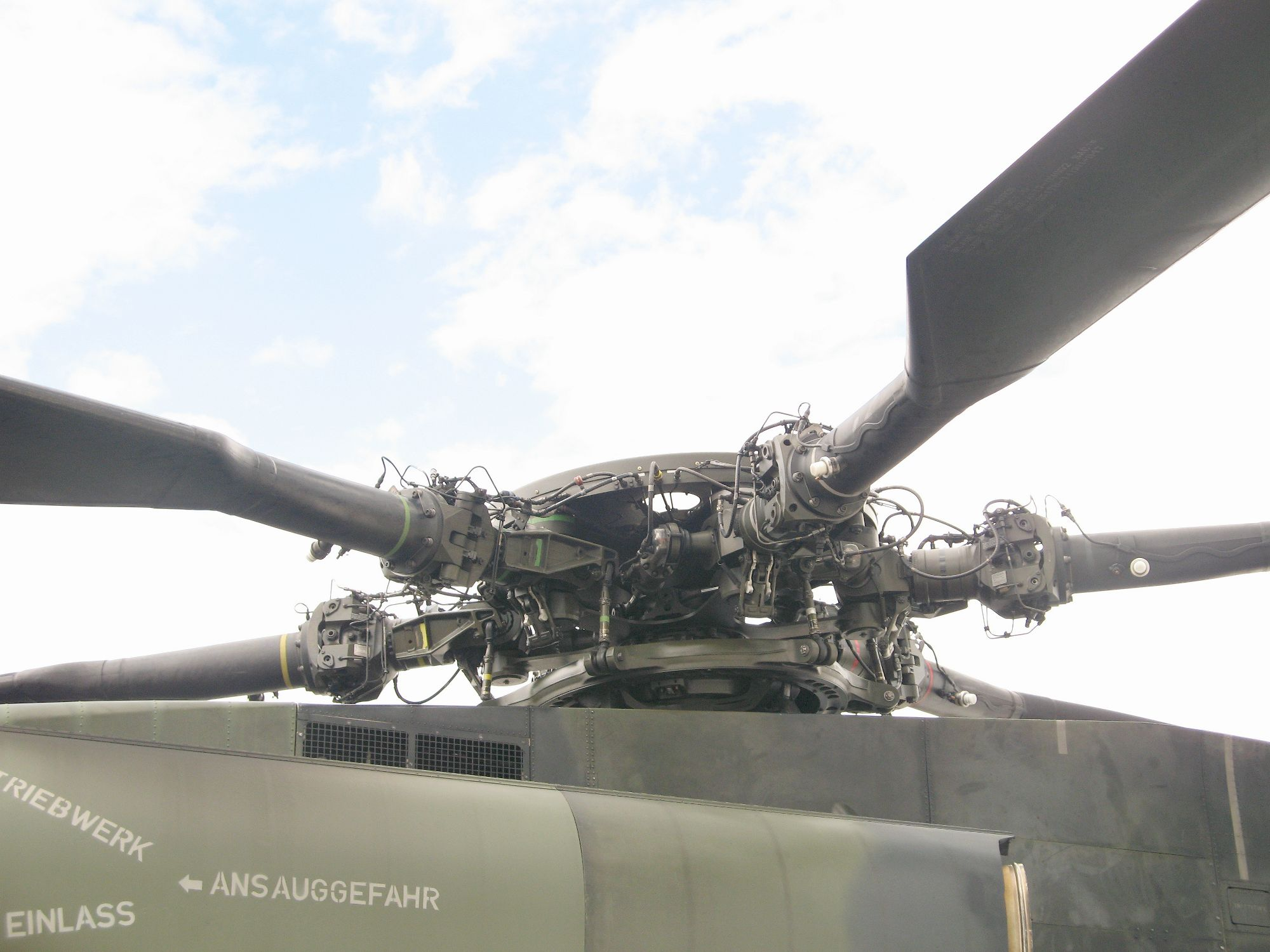
Rotorkopf des Hauptrotors eines CH-53G

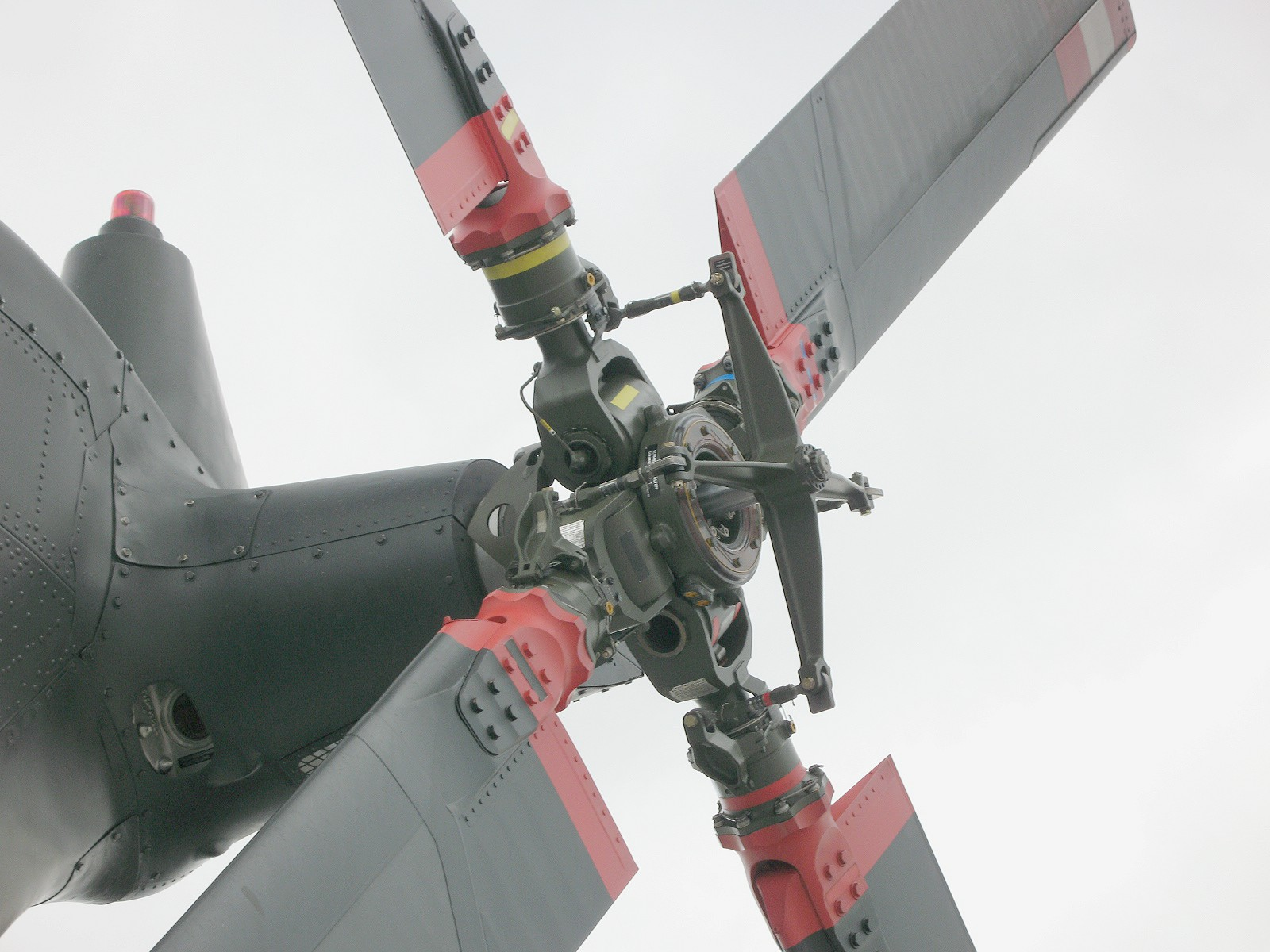
Mechanik der Blattverstellung am Heckrotor eines CH-53G

Der Rotormast ist im Gehäuse des Hauptgetriebes gelagert und trägt am oberen Ende einen 6–7-blättrigen linksdrehenden (von oben gesehen) Hauptrotor. Der rund 1.000 kg schwere Rotorkopf ist aus Stahl geschmiedet und konventionell mit Schlag- und Schwenkgelenken aufgebaut. Die Nabe des Rotorkopfes besteht aus zwei übereinander gesetzten sechsarmigen Sternen, zwischen denen die Schwenkgelenke und deren hydraulische Dämpfer angeordnet sind. Sowohl die periodische als auch die kollektiven Blattverstellungen laufen über die Taumelscheibe, indem deren Neigung mit dem Steuerknüppel geändert bzw. die ganze Taumelscheibe mit dem Betätigen des Blattverstellhebels entlang des Rotormastes verschoben wird. Die dabei erforderlichen Steuerkräfte können bei einem Hubschrauber in der Größe des CH-53 manuell nicht aufgebracht werden. Aus diesem Grund besteht keine direkte mechanische Verbindung zwischen den Bedienelementen und der Taumelscheibe, sondern die Gestänge von Steuerknüppel und Blattverstellhebel betätigen Steuerventile, die ihrerseits drei Doppelservos an der Taumelscheibe mit Hydraulikdruck beaufschlagen.
Die Schlaggelenke liegen bei Stillstand des Rotors auf federbetätigten Durchhangbegrenzern auf, die so ein Herunterhängen der Rotorblätter vermeiden. Beim Hochdrehen des Rotors überwinden Fliehgewichte die Federkräfte der Sperrklinken der Schlagbegrenzer, womit die Schlaggelenke oberhalb einer bestimmten Rotordrehzahl automatisch entriegelt werden.
Die einzeln austauschbaren Ganzmetallblätter des Hauptrotors bestehen jeweils aus einem durchgehenden Titanholm, der den vorderen Teil des Profils bildet, und einer dahinter anschließenden Aluminiumstruktur mit Blechverkleidung. Die luftführenden Blattvorderkanten sind mit Erosionsschutzstreifen aus abriebfestem Kunststoff geschützt. Zur Überwachung der Rotorblattstruktur besitzt jeder Holm eine Stickstofffüllung, deren Entweichen von Drucksensoren registriert wird, die wiederum eine entsprechende Warneinrichtung auslösen. Im Betrieb erzeugt jedes der rund 180 kg schweren Rotorblätter eine Fliehkraft von mehr als 800 kN.
Der Hauptrotor ist mit einer automatischen Hauptrotorfaltanlage ausgerüstet, wobei das Falten der Rotorblätter nur in einer bestimmten Rotorstellung möglich ist. Diese wird bei Betätigung der Faltanlage auf kürzestem Weg, links- oder rechtsdrehend, angefahren und von der Rotorbremse gehalten. Anschließend werden über einen komplexen hydraulischen Steuermechanismus die Blattdrehgelenke entriegelt und die Rotorblätter beigeklappt. Im gefalteten Zustand wird das Rotorsystem von der hydraulischen Rotorbremse in Position gehalten. Zusätzlich wird der Rotorkopf durch eine Sperrklinke blockiert. Das Spreizen des Rotors geschieht ebenfalls vollautomatisch.
Den Antrieb des Heckrotors übernimmt ein mehrfach umgelenktes Wellensystem, das beim Beiklappen des Rumpfhecks mit einer Wellentrennkupplung getrennt wird. Der Vierblattheckrotor dreht von links gesehen im Uhrzeigersinn (unten „vorlaufend“) und besteht aus einer Stahlnabe mit Aluminiumrotorblättern, deren luftführende Vorderkanten durch aufgeklebte Erosionsschutzstreifen gegen Verschleiß geschützt sind. Wie der Hauptrotor wird auch der Heckrotor vor dem Beiklappen des Hecks automatisch in eine vorbestimmte Drehlage gebracht und verriegelt.

### Beleuchtungsanlage
Am Rumpf des CH-53G sind insgesamt 18 verschiedene Leuchten angeordnet, wobei neben den üblichen Positions- und Anti-Kollisionslichtern auch zusätzliche Formationsleuchten vorhanden sind. Sechs Lampen befinden sich zur Ausleuchtung des Hauptrotorkreises in den Spitzen der Rotorblätter. Falls die Erkennbarkeit des Hubschraubers aus taktischen Gründen reduziert werden muss, können die Lampen stufenlos abgedunkelt werden. Die Positionslichter können darüber hinaus von konstant leuchtend auf blinkend umgeschaltet werden, um beispielsweise eine bestimmte Maschine innerhalb einer Formation besonders kenntlich zu machen.
Unter dem Bug des CH-53G befinden sich vier Landescheinwerfer, von denen zwei schwenkbar sind. Ein fünfter Scheinwerfer sitzt zur Ausleuchtung und Beobachtung von Außenlasten weiter hinten unter dem Rumpf. Zudem kann der Hauptrotorkopf angestrahlt werden, um auch bei Dunkelheit eine Sichtkontrolle der fliehkraftgesteuerten Schlaggelenkverriegelungen zu ermöglichen.

### Flugregelanlage AFCS
Der Hubschrauber verfügt über eine Flugsteuerungs- und Regelanlage (Automatic Flight Control System, AFCS). Diese arbeitet über vier Kanäle für die Roll-, Nick (Taumelscheibe, zyklische Verstellung), Gier- (Pedale, Heckrotor) und Höhenachse (Collective Pitch). Damit ist der Hubschrauber in der Lage, Fluglage, Steuerkurs, barometrische und RADAR-Höhe zu regeln. Die Roll- und Nickachsen sind doppelt (zwei redundante Kanäle) ausgelegt. Die Fluglage wird durch zwei Lotkreisel (im hinteren Rumpfabschnitt) und Wendekreisel (2× Roll, 2× Nick, 1× Gier) sowie einen Kurskreisel, Barometrische Höhendose und Radar-Höhenmesser stabilisiert. Die Korrektursignale laufen auf die vier AFCS-Servos, die zwischen Cockpit und Hauptgetriebe in der AFCS-Bucht eingebaut sind (Rumpfoberseite vor dem Antriebsstrang Triebwerk 2 – Hauptgetriebe). Weiterhin besitzt der CH-53 eine Regelung zum koordinierten Kurvenflug. Hierzu wird das Scheinlot elektronisch gemessen (Scheinlotsensor im Kabinendach vor dem Hauptgetriebe) und Korrektursignale auf den Heckrotor gegeben. Die Koordinierte Kurvensteuerung wird durch Schalter betätigt, die an den Heckrotor-Pedalen angebracht sind. Die Stabilisierung der Fluglage durch das AFCS erfolgt ab einer Fluggeschwindigkeit über 60 Knoten. In der Flugregelanlage integriert ist ebenfalls die Trimmanlage, die auf Roll- und Nickachse wirkt. Der Pilot kann mittels eines „Coolie Hat“ (Vierwegeschalter) am Steuerknüppel den Neutralpunkt in einem Bereich von etwa 10 % des Knüppelwegs verschieben.
Die radargestützte Höhenhaltung ist nicht für den Marschflug gedacht, da diese dafür zu empfindlich ist. Sie wurde vielmehr für den stationären Schwebeflug über Grund oder dem Flugdeck von Flugzeugträgern entwickelt. Auf dem AFCS-Panel in der Mittelkonsole kann der Pilot per Drehknopf den Vorgabewert stufenlos von 0 bis 500 Fuß einstellen.

### Wartung und Instandsetzung
Bei den Heeresfliegern der Bundeswehr waren die luftfahrttechnischen Abteilungen für Wartung und Instandsetzung der Hubschrauber zuständig. Diese Abteilungen stellten auch für jeden Flug Bordtechniker, die zu den Besatzungen der Hubschrauber gehörten. Diese Aufgaben sind an die technischen Abteilungen der Luftwaffe übergegangen (siehe unten).
Allgemeine Wartungsarbeiten werden von Hubschraubermechanikern meist direkt an den Maschinen ausgeführt. Falls Instandsetzungsarbeiten an den Zellen erforderlich sind, kommen dafür speziell ausgebildete Metallhandwerker zum Einsatz, die kritische Stellen mit modernen Prüfverfahren wie Ultraschall kontrollieren und bei Bedarf auch ganz neue Formteile herstellen. Darüber hinaus prüft die luftfahrttechnische Abteilung ausgebaute Komponenten und setzt sie instand. Hierzu stehen dieser Abteilung Fachleute für Hydraulik, Triebwerke, Flugregelungseinrichtungen sowie Funk- und Navigationsgeräte zur Verfügung. In der Triebwerksinstandsetzung werden Triebwerke bei Bedarf in alle Einzelteile zerlegt und beispielsweise auch einzelne Turbinenschaufeln ausgetauscht. Derart tiefgehende Eingriffe in die Mechanik der Hubschrauber erfordern neben hochqualifiziertem Personal auch einen hohen logistischen Aufwand für Beschaffung und Lagerung von Ersatzteilen. So können beispielsweise Ersatztriebwerke nicht einfach in Kisten deponiert werden, sondern müssen in hermetisch verschlossenen Spezialbehältern unter Stickstoffatmosphäre lagern, um chemischen Werkstoffänderungen vorzubeugen.
Zur Erhaltung ihrer vollen Leistungsfähigkeit müssen Turbinentriebwerke regelmäßig von leistungsmindernden Ruß- und Schmutzablagerungen an den luftführenden Teilen befreit werden. Dies geschieht bei den Heeresfliegern in einer Triebwerkreinigungsanlage, wo spezielle Reinigungsmedien durch den Lufteinlass in das Triebwerk eingeleitet und am Abgasrohr, gemeinsam mit den gelösten Schmutzpartikeln, wieder abgesaugt werden.
Besonders arbeitsintensiv ist die sorgfältige Einstellung der Flugsteuerung nach dem Austausch von dynamischen Komponenten am Hubschrauber. Um Besatzungen und Material zu schonen, wird bei den Heeresfliegern dabei auch besonderer Wert auf vibrationsarmen Lauf der Rotoren gelegt und der Blattspurlauf beispielsweise mit Hilfe eines sogenannten Rotortuners unter Verwendung von Magnetsensoren und einer Spezialkamera eingestellt, die während des Einfliegens an Haupt- und Heckrotor montiert werden. Viele Einstellungen lassen sich aber auch bei Bodenläufen an den Hubschraubern vornehmen, wobei ein ungewolltes Abheben durch Beladen der Kabine mit tonnenschweren Betonplatten verhindert wird.

## Einsatz

### United States Armed Forces
Alle Varianten verfügen zur Selbstverteidigung über zwei M2- oder M3M-Maschinengewehre (Kaliber 12,7 mm) und Täuschkörperanlagen. Im Gegensatz zum deutschen CH-53 G/GS werden die Hubschrauber als Schwerlasttransporter geführt. Alle Maschinen verfügen über die Möglichkeit zur Luftbetankung oder können dafür umgerüstet werden. Die Typbezeichnung MH, CH und HH leitet sich von der Klassifizierung ab (siehe dazu: Bezeichnungssystem für Luftfahrzeuge der US-Streitkräfte).

#### CH-53A/D Sea Stallion
Ausgehend von der Ursprungsversion CH-53A wurde 1969 die Version CH-53D entwickelt, die über stärkere Motoren verfügt und mit einem veränderten Innenraum zum Transport von maximal 55 Soldaten geeignet ist. Der CH-53D entspricht in seiner Ausstattung dem deutschen CH-53GS und wird vom US Marine Corps eingesetzt. Mit der Einführung der V-22 Osprey wird dieser Typ außer Dienst gestellt.

#### RH-53A/D Sea Stallion

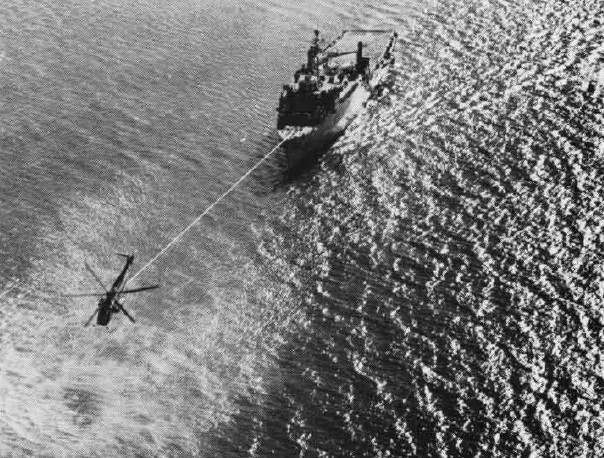
Ein US-Marine Sikorsky RH-53A vom Hubschrauber-Minenräum-Geschwader HM-12 Sea Dragons zieht 1971 ein LPD (Landing Platform Dock) der Austin-Klasse

Eingesetzt von der US Navy, entsprach dieser Typ dem CH-53A/D. Haupteinsatzgebiet war das Räumen von Seeminen. Erstmals eingesetzt wurde der RH-53A zum Räumen der Minen vor Nordvietnam 1973. 1974 räumten RH-53D dann den Sueskanal. Sechs Jahre später gingen sechs Hubschrauber bei der Operation Eagle Claw verloren. Ersetzt wurde der RH-53D von der MH-53E.

#### HH-53 Super Jolly Green Giant
In der Variante HH-53B und HH-53C, entwickelt als Nachfolger für den HH-3 Jolly Green Giant, diente der Hubschrauber bei der US Air Force für Search-and-Rescue- (SAR) und Combat-Search-and-Rescue-(CSAR)-Einsätze bis zur Ablösung durch den Pave Low.

#### MH-53 Pave Low

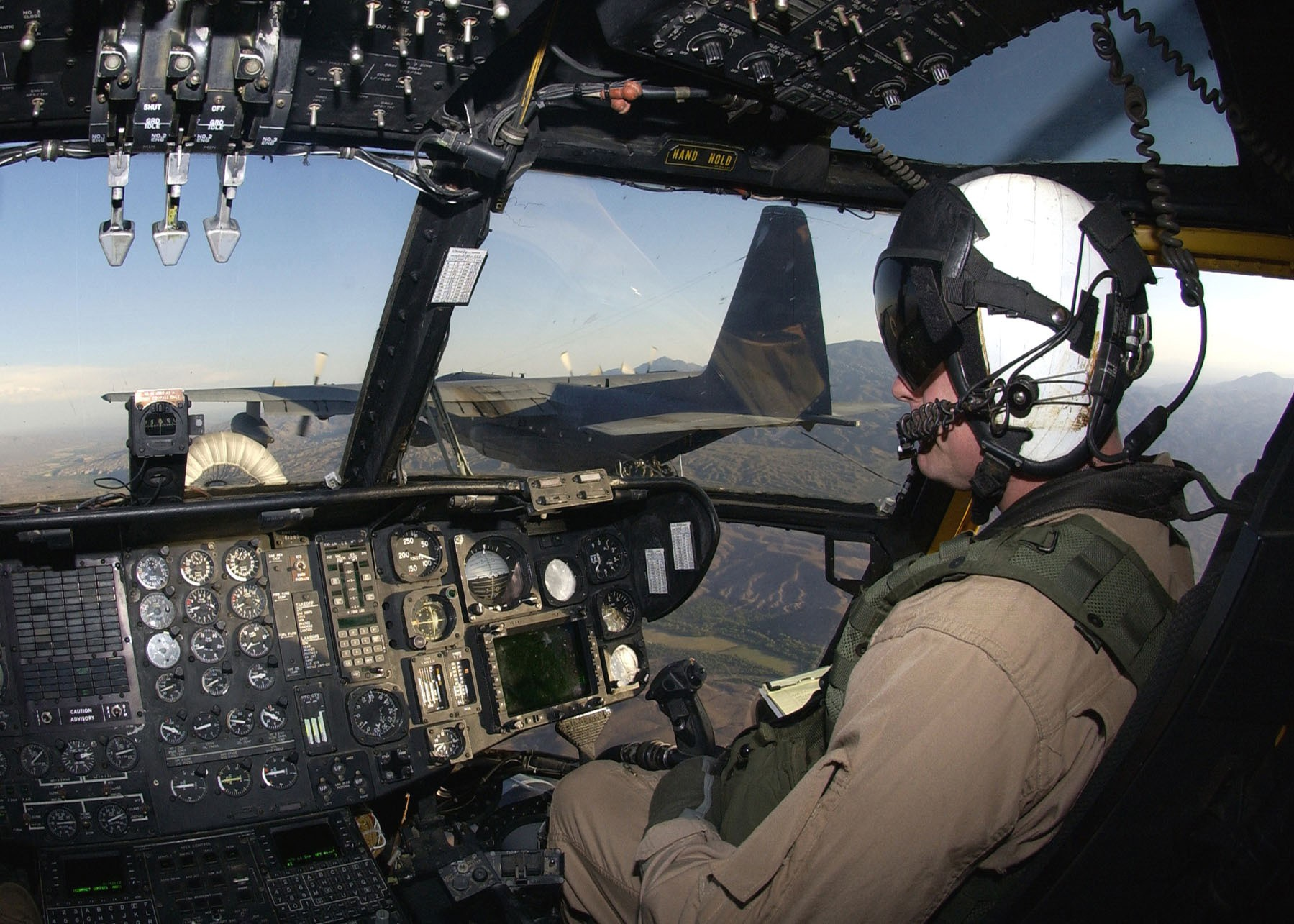
Das Cockpit eines CH-53E des US Marine Corps, Luftbetankung mit einem Tankflugzeug vom Typ HC-130 Hercules

Die Varianten MH-53H/J Pave Low III und MH-53 M Pave Low IV des CH-53 werden von der U.S. Air Force für Spezialoperationen eingesetzt. FLIR-Sichtsystem, Terrainfolgeradar, Trägheitsnavigationssystem und GPS ermöglichen den Einsatz der Hubschrauber zu jeder Tageszeit. Die Tankkapazität beträgt 2420 Liter. Seit Oktober 2008 läuft beim Air Force Special Operations Command die Ablösung der MH-53 durch die Bell-Boeing V-22 Osprey.

#### CH-53E Super Stallion
Die Variante CH-53E, bei Sikorsky unter der Bezeichnung S-80E geführt, wurde für das US Marine Corps und die US Navy entwickelt und 1981 eingeführt. Durch den Einbau eines dritten Triebwerks (General Electric T64-GE-416(A), je 4380 shp/3270 kW), eines größeren Hauptrotors mit sieben Rotorblättern und die Neigung des Heckrotors zur Erzeugung zusätzlichen Auftriebs wurde die Nutzlast auf 13,6 Tonnen bzw. 16 Tonnen für Außenlasten erhöht. Die starken Luftverwirbelungen des Rotors gaben dem Hubschrauber den Spitznamen „Hurricane Maker“ (englisch für Hurrikanmacher).

#### CH-53K King Stallion

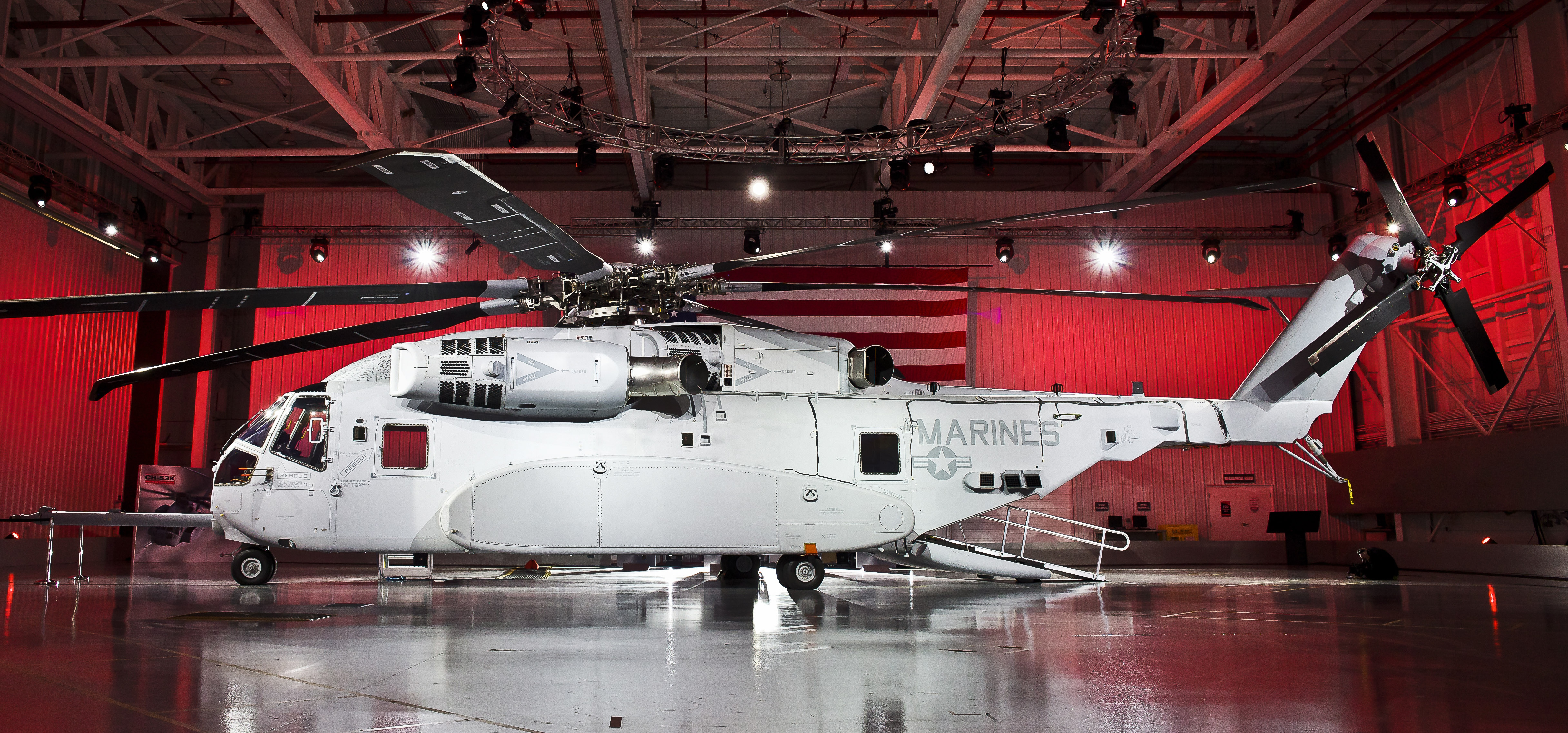
CH-53K King Stallion

Durch das Heavy Lift Replacement-Programm (HLR) des US Marine Corps, für das Sikorsky den Zuschlag bekommen hatte, sollten ursprünglich zum Jahr 2015 neue Maschinen vom Typ CH-53K King Stallion beschafft werden. Das maximale Abfluggewicht soll auf 39,9 Tonnen steigen. Diese Maschinen verfügen über drei General Electric-GE38-1B-Triebwerke, wodurch die Nutzlast und Einsatzradius deutlich erhöht werden. Die 30 cm breitere Zelle soll den internen Transport eines Fahrzeugs vom Typ HMMWV oder von 463L Transportpaletten ermöglichen.

#### MH-53E Sea Dragon
Eingesetzt von der US Navy, entspricht dieser Typ dem CH-53E Super Stallion. Haupteinsatzgebiet ist das Räumen von Seeminen.

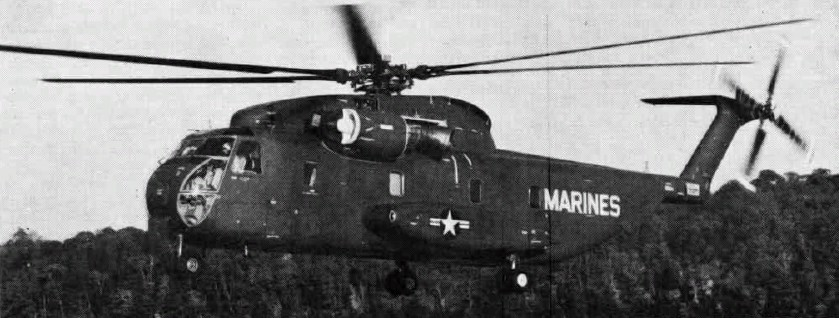
Prototyp YCH-53A 1964
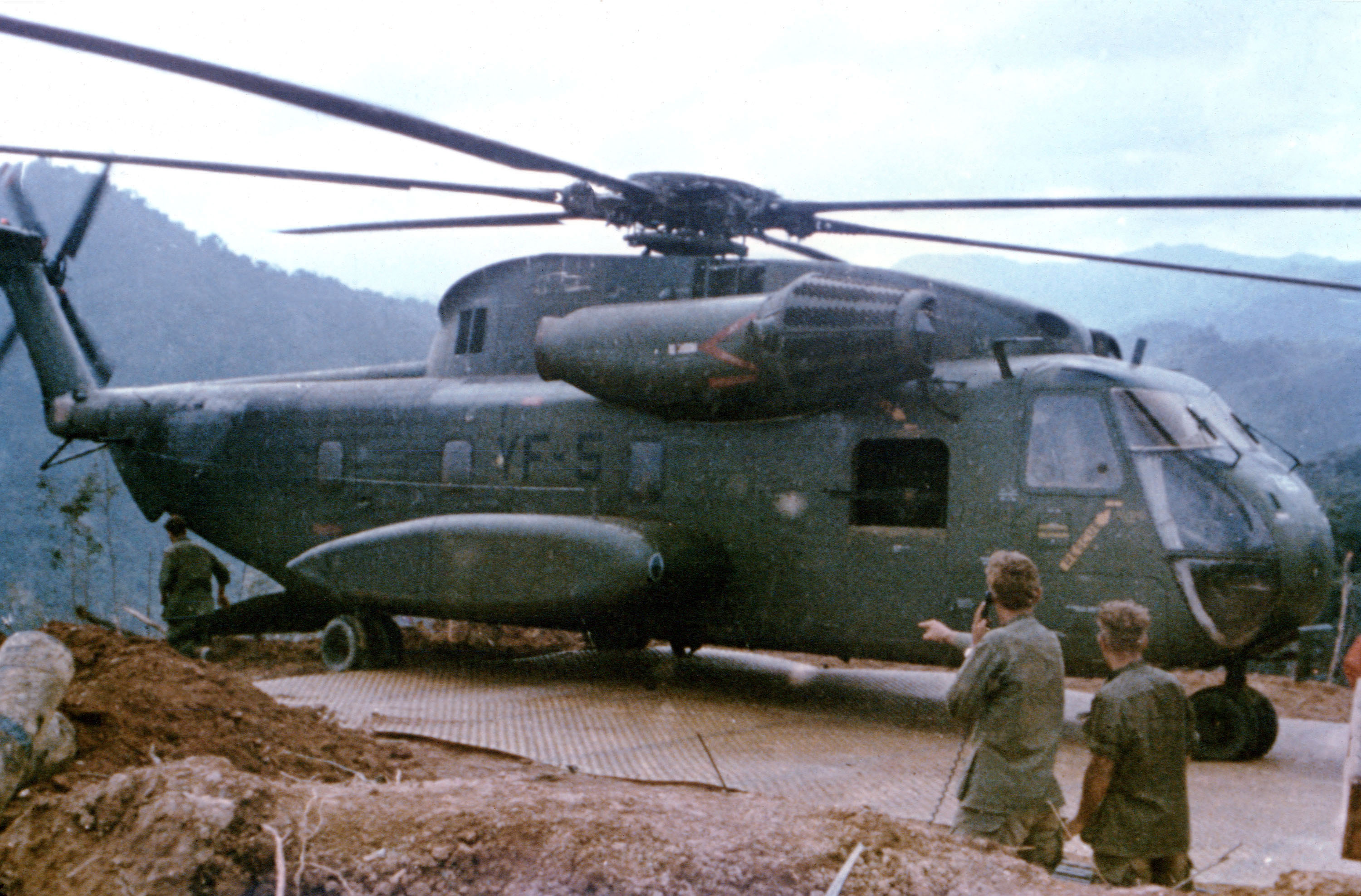
CH-53A in Vietnam
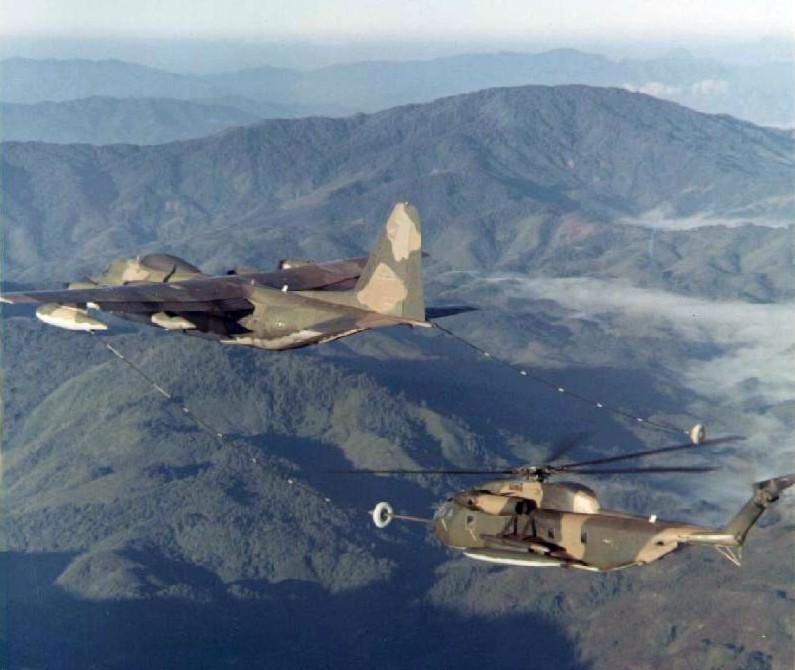
HH-53B Super Jolly Green Giant
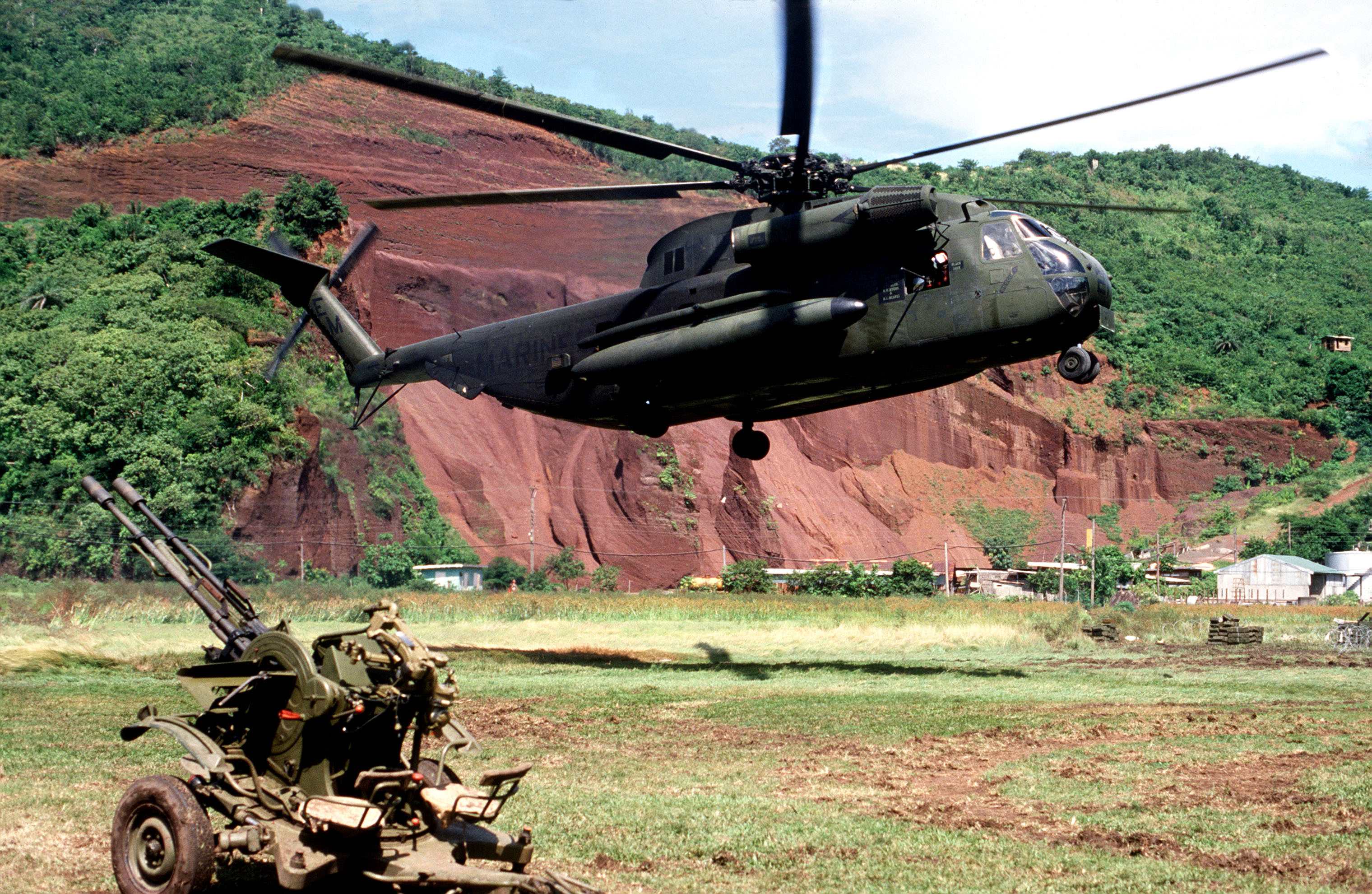
CH-53D mit Zusatztanks und Luftfiltern
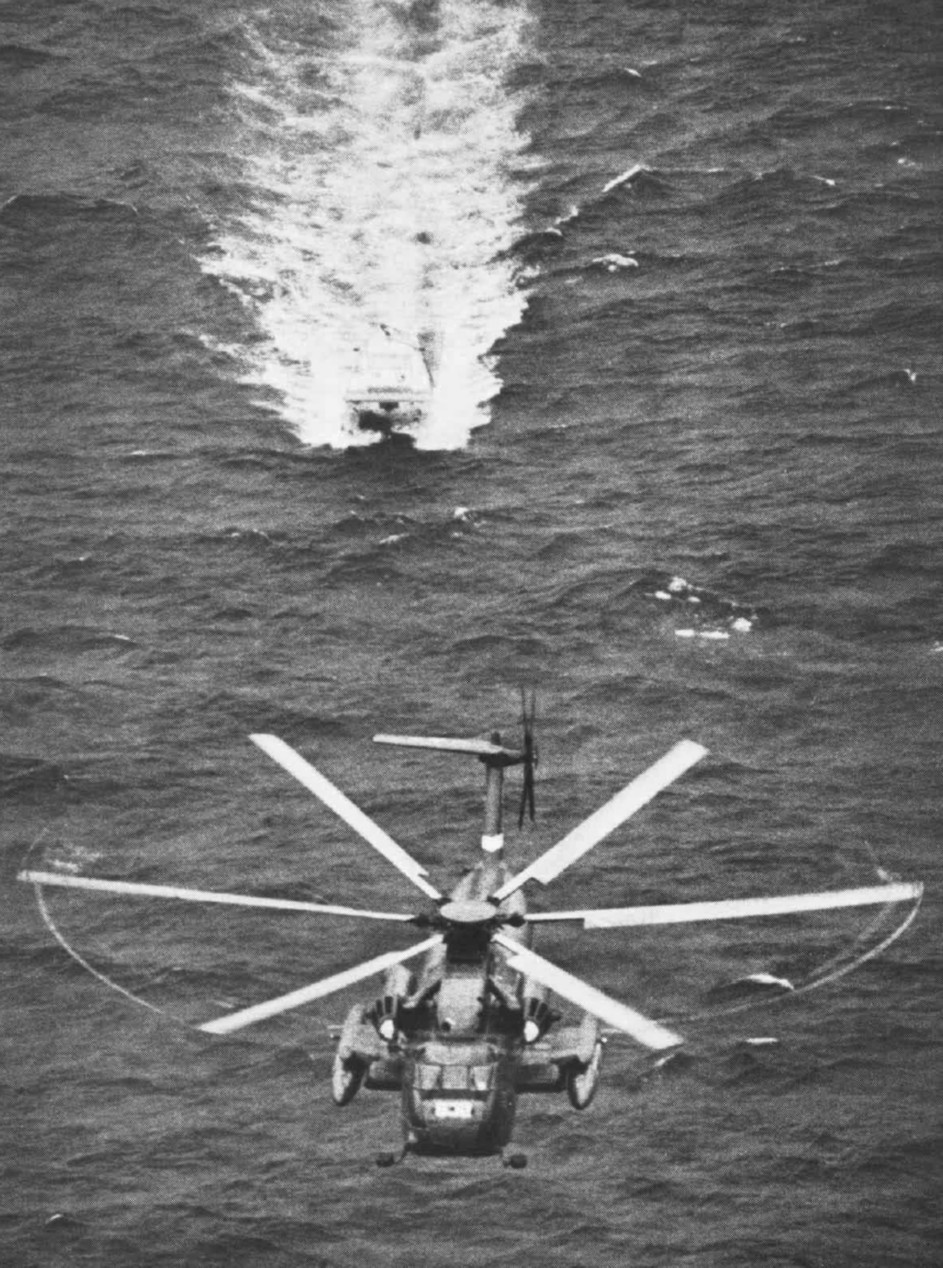
RH-53D räumt Minen, Kondensstreifen an den Rotorblattspitzen
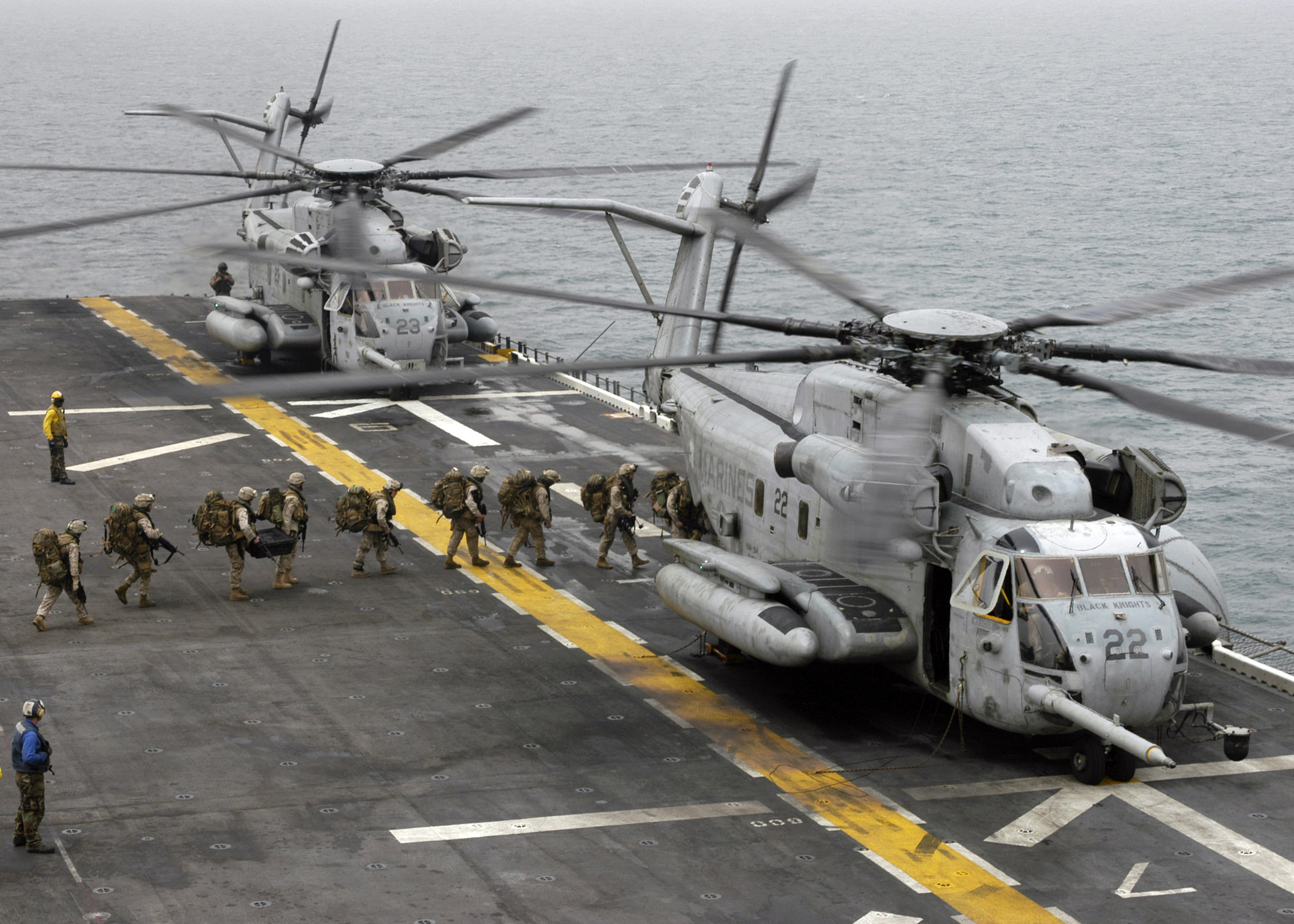
CH-53E Super Stallion, 7-Blatt-Rotoren
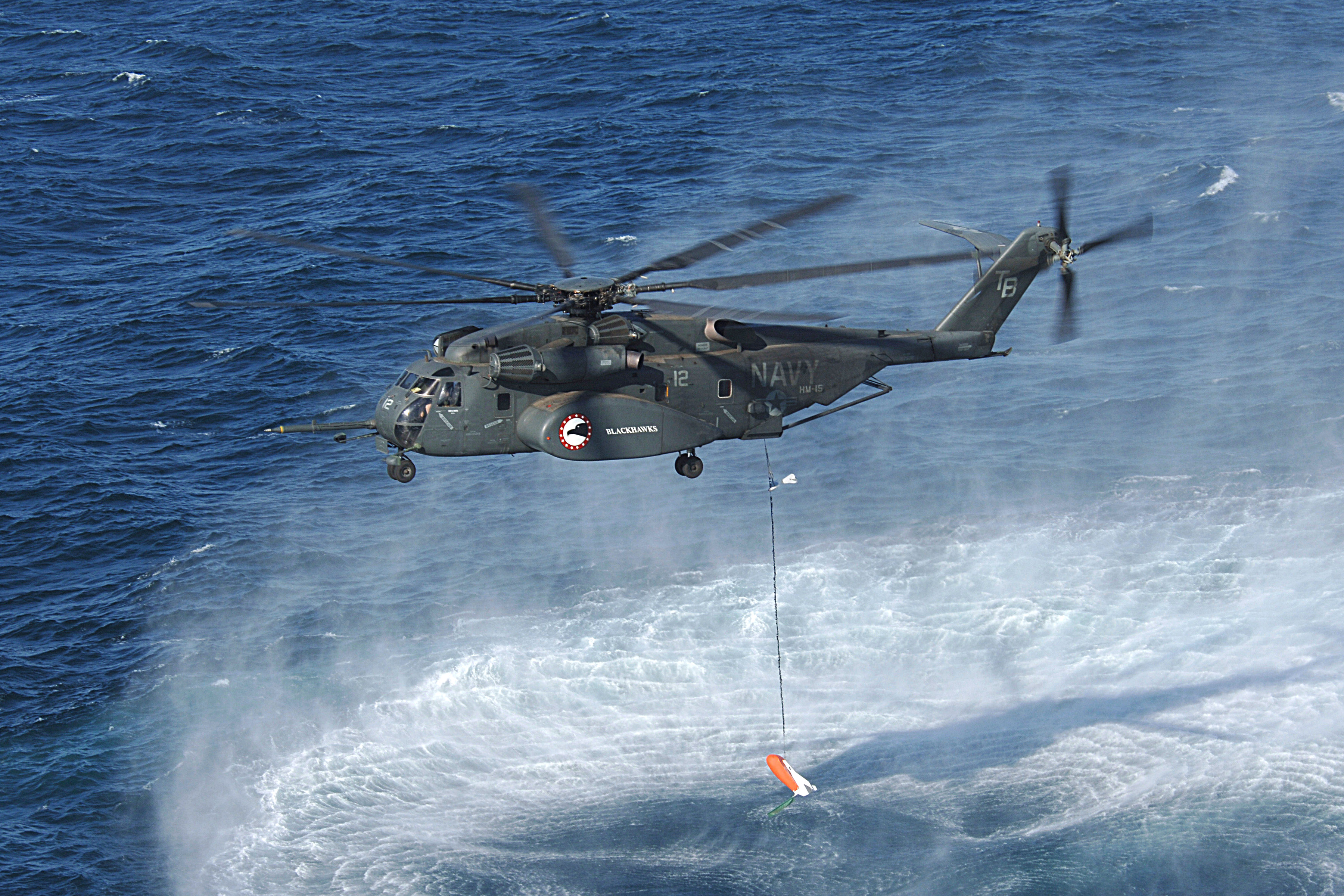
MH-53E Sea Dragon, Luftbetankungslanze
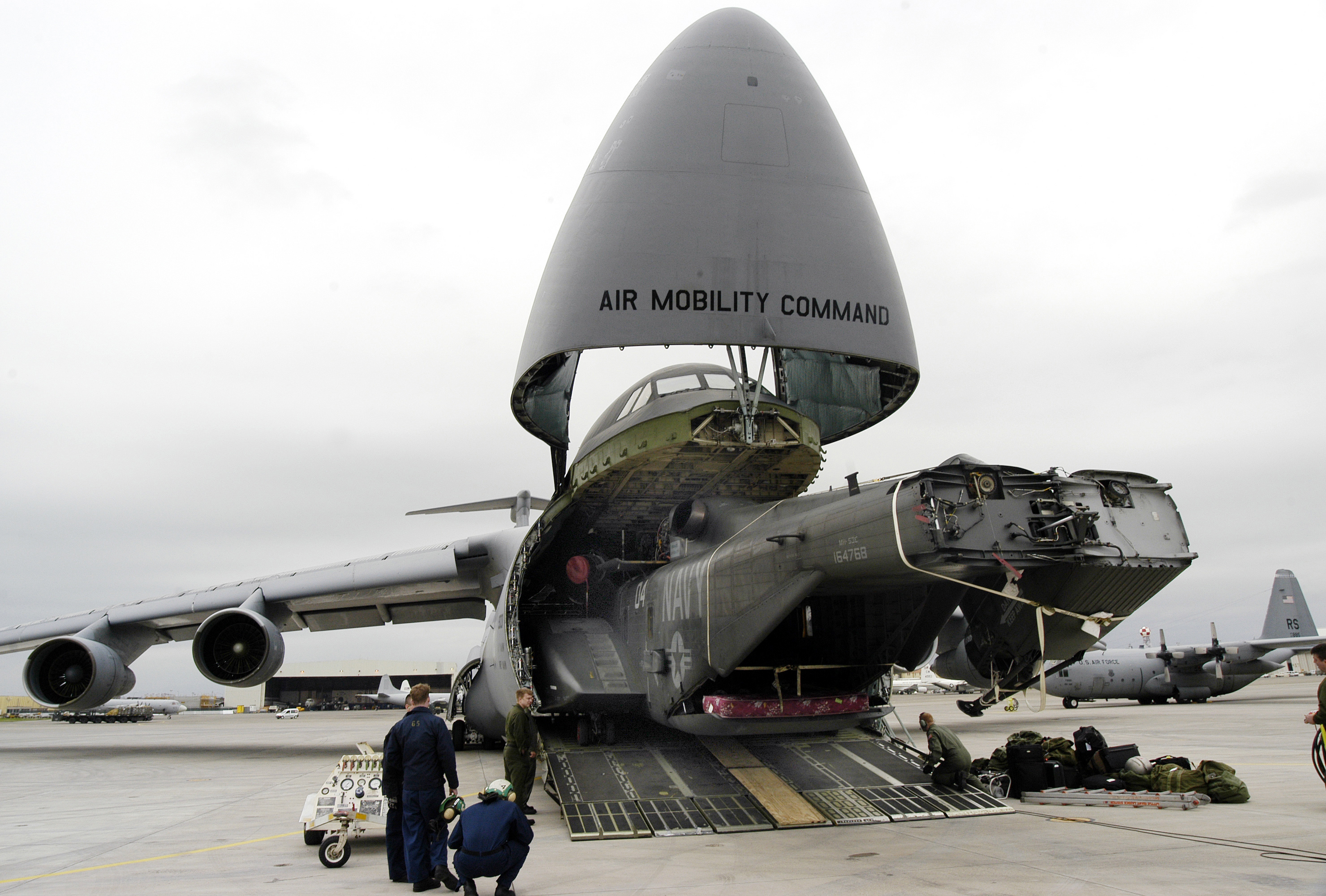
MH-53E wird aus einer C-5 Galaxy entladen

#### Sikorsky CH-53 in Museen

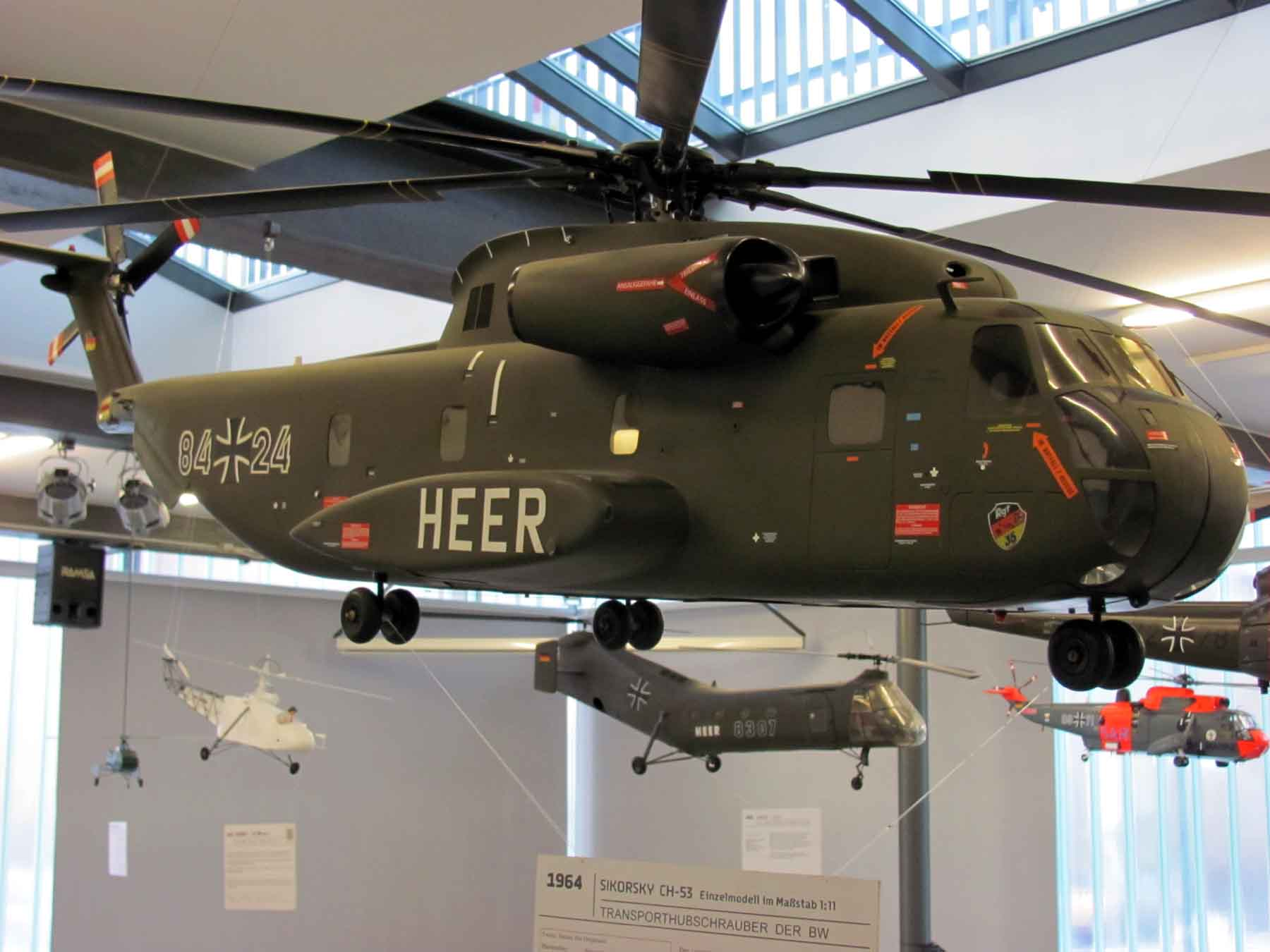
CH-53G als Großmodell im Maßstab 1:11 im Hubschraubermuseum Bückeburg

Da der CH-53 noch immer im aktiven Dienst steht, sind bisher nur wenige Maschinen an Museen abgegeben worden. Eine ausgemusterte und weitgehend „ausgeschlachtete“ Zelle wurde vom Luftfahrt- und Technikmuseum in Wernigerode (Deutschland) erworben. Hauptsächlich aus Platzgründen wurden dann aber nur der Erhalt und die Restaurierung der Cockpitsektion inklusive der aufwendigen Instrumente beschlossen. Des Weiteren befindet sich die Zelle der Maschine 84+20 im Militärhistorischen Museum auf dem ehemaligen Flugplatz Berlin-Gatow.

### Bundeswehr

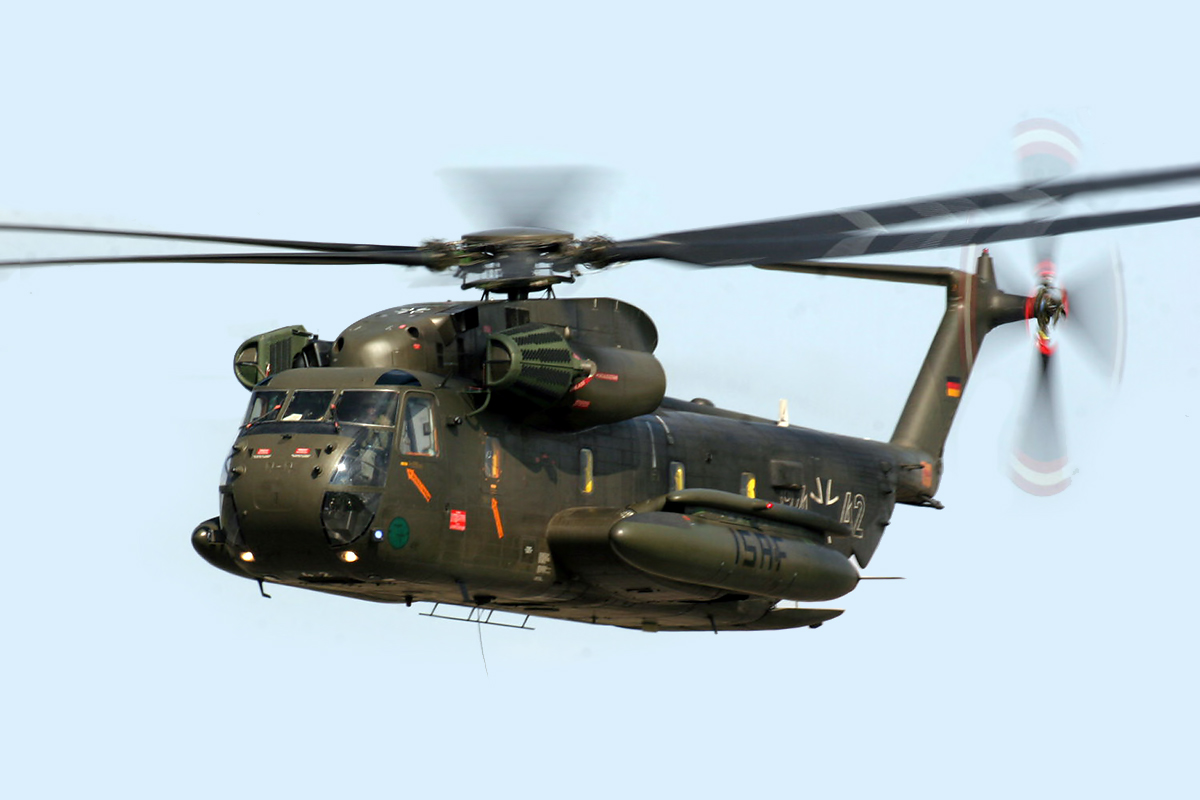
CH-53G der Luftwaffe

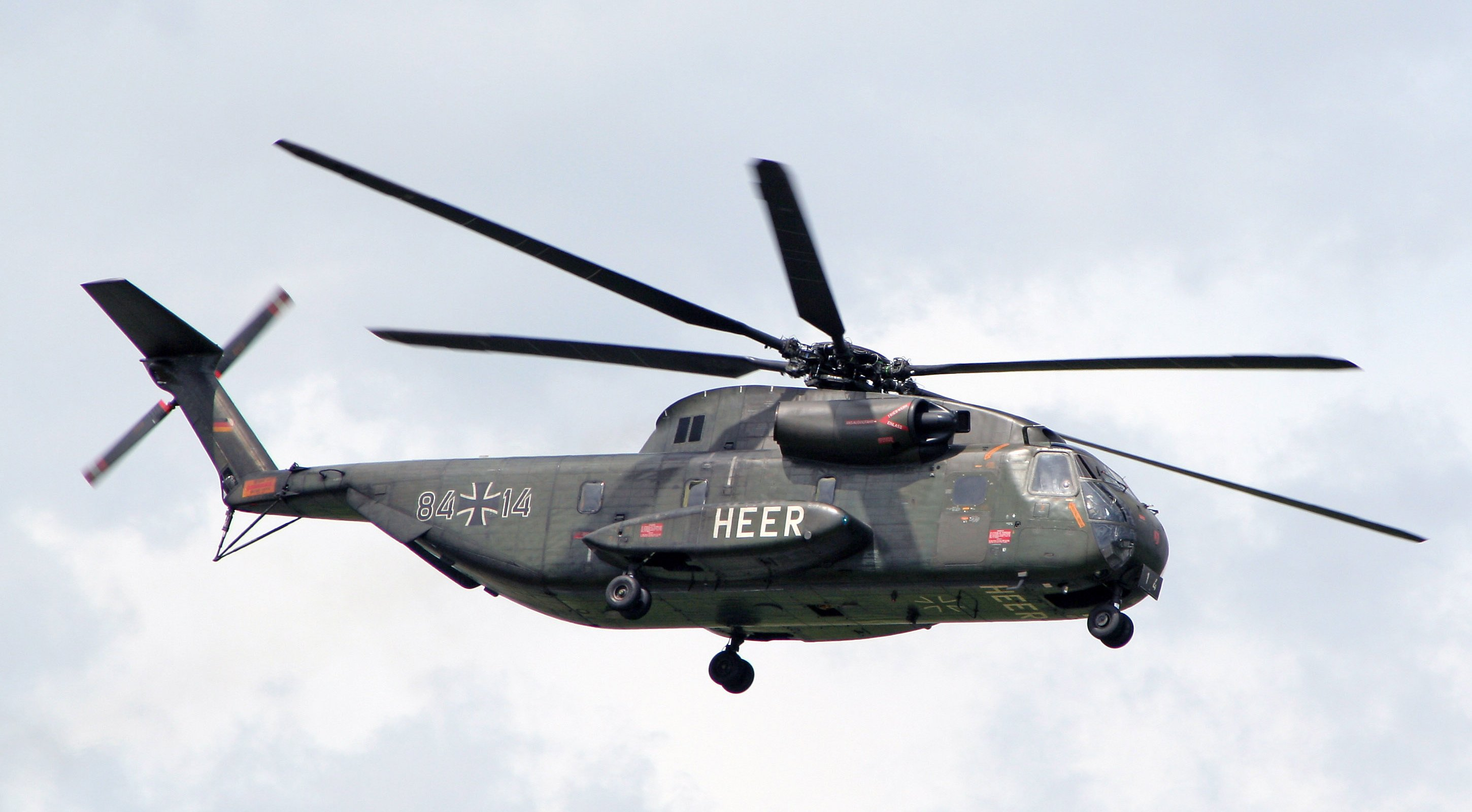
CH-53G der Bundeswehr auf der ILA 2006

Nach ihrer Einführung bei der Bundeswehr waren die CH-53 den Transporthubschrauberregimentern der Heeresflieger zugeordnet. Zuletzt verteilten sich die Verbände auf die Standorte Rheine-Bentlage (Mittleres Transporthubschrauberregiment 15 „Münsterland“) und Laupheim (Mittleres Transporthubschrauberregiment 25 „Oberschwaben“). In Laupheim wird ein Großraumrettungshubschrauber (GRH) mit hoher Vorlaufzeit bereitgehalten, während in Rheine ein GRH, der vor der Umstrukturierung in Mendig vorgehalten wurde, erst nach Einrüsten des Satzes mit entsprechender Vorlaufzeit zur Verfügung stand. Das medizinische Personal wird vom Bundeswehrkrankenhaus Ulm bzw. dem Bundeswehrzentralkrankenhaus Koblenz gestellt. Das Heeresfliegerregiment 35 aus Mendig, ebenfalls lange CH-53-Standort, wurde im Jahr 2002 aufgrund der Umstrukturierung der Bundeswehr aufgelöst; die Maschinen wurden auf die beiden verbleibenden Regimenter verteilt.
Im Rahmen der seit Ende 2010 begonnenen Neuausrichtung der Bundeswehr, in deren Rahmen auch die Wehrpflicht ausgesetzt wurde, wurden die Mittleren Transporthubschrauberregimenter aufgelöst und die CH-53 des Heeres an die Luftwaffe übergeben, die im Gegenzug keine NH-90 erhalten wird. Standort für den als Hubschraubergeschwader 64 (HSG64) bezeichneten Verband war zunächst Holzdorf, später Laupheim. Auf dem Fliegerhorst Holzdorf ist eine Lufttransportgruppe des Geschwaders stationiert. Der Übergabeappell fand am 13. Dezember 2012 statt.
Neben einer Beteiligung an den Auslandseinsätzen der Bundeswehr (IFOR, SFOR, KFOR, ISAF, Resolute Support) sowie den UN-Einsätzen in Bagdad (Irak) und Mali (MINUSMA) sind die CH-53G beispielsweise auch im Rahmen
- der Wald- und Heidebrandkatastrophe (Lüneburger Heide) 1975
- der Erdbebenkatastrophe in Udine (Italien) 1976
- der Flüchtlingshilfe Kurdistan, Golfkrieg (Iran) 1991
- der Waldbrandbekämpfung in Larissa (Griechenland) 1993
- des Oderhochwassers 1997
- der Lawinenkatastrophe von Galtür 1999
- des Elbhochwassers 2002
- der Erdbebenhilfe in Pakistan 2005/2006
- der Waldbrandbekämpfung auf dem Peloponnes 2007
- des Elbhochwassers 2013
- der Rettungsaktion in der Riesending-Schachthöhle 2014
- des Waldbrands bei Lübtheen 2019
- des Waldbrands in der Rax-Region 2021
- des Waldbrands im Nationalpark Harz 2024
- des Waldbrandes im Landkreis Wittenberg 2024

eingesetzt worden.

#### Varianten in der Luftwaffe

##### CH-53G

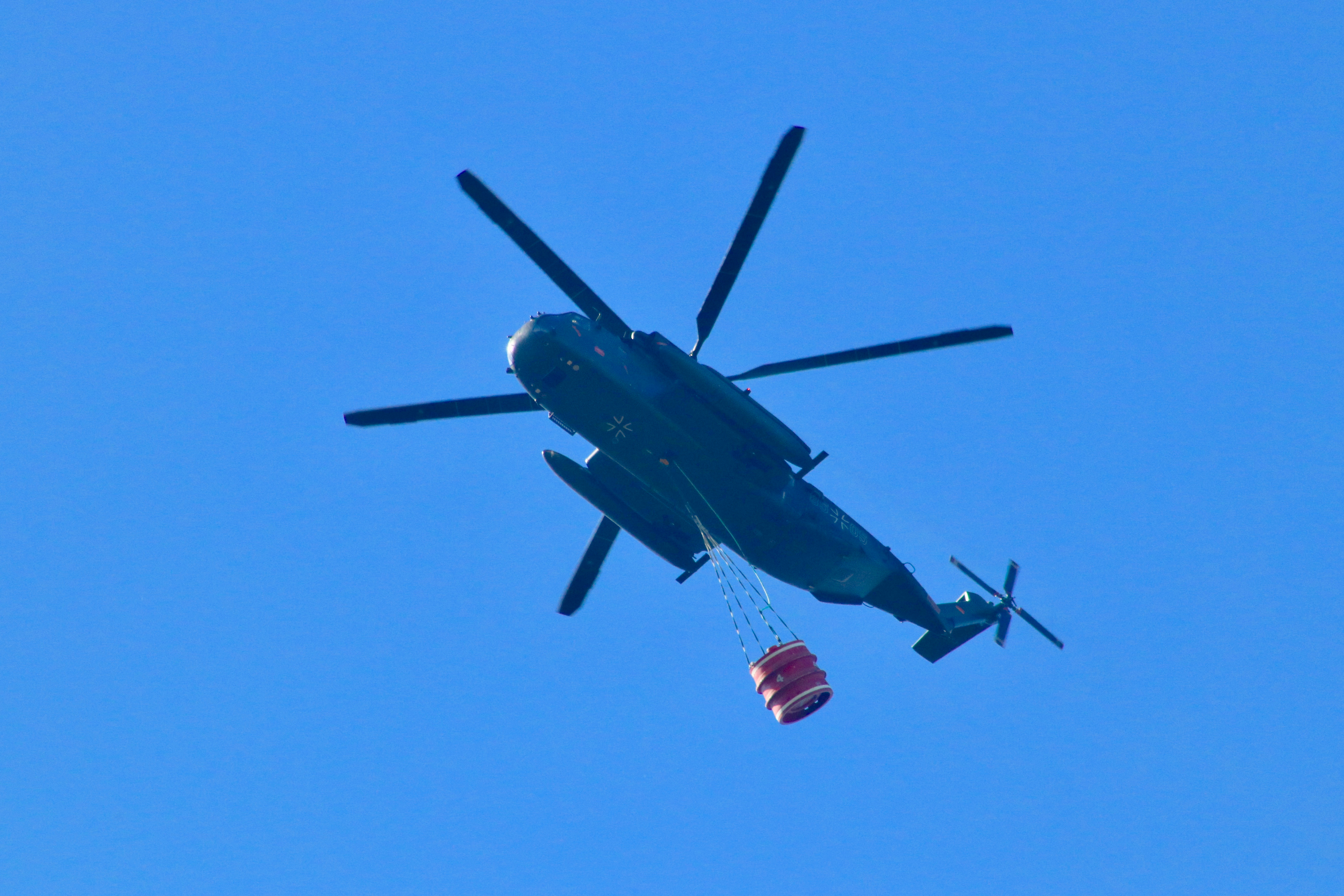
CH-53 der Bundeswehr beim zivilen Einsatz bei einer Übung mit einem Löschwasserbehälter

Die ursprünglich in die Bundeswehr eingeführte Variante führt die Typenbezeichnung CH-53G und wird in der Bundeswehr „mittlerer Transporthubschrauber“ (MTH) genannt. Er basiert auf dem CH-53D. Bis auf die ersten beiden Lfz wurden alle Hubschrauber in Deutschland in Lizenz gebaut. Am 26. Juli 1972 erfolgte die offizielle Übergabe des „ersten“ CH-53G an das Heer. Insgesamt wurden 112 Hubschrauber für die Bundeswehr beschafft.

##### CH-53GS

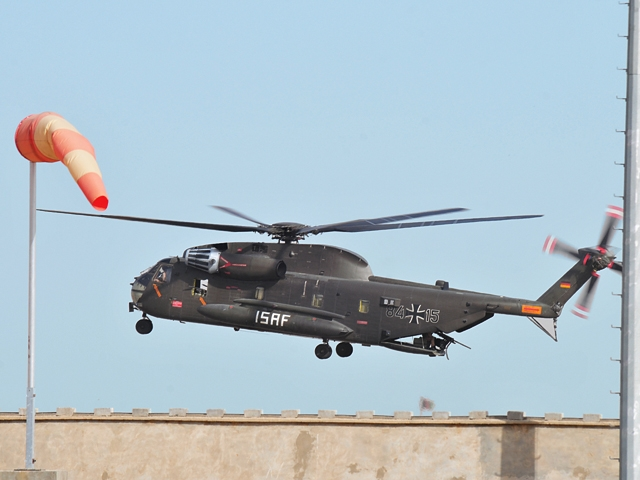
CH-53GS im Landeanflug in Afghanistan. Auf der Heckrampe das 12,7-mm-M3M-Maschinengewehr, vor den Triebwerkeinlässen die zusätzlichen Luftfilter

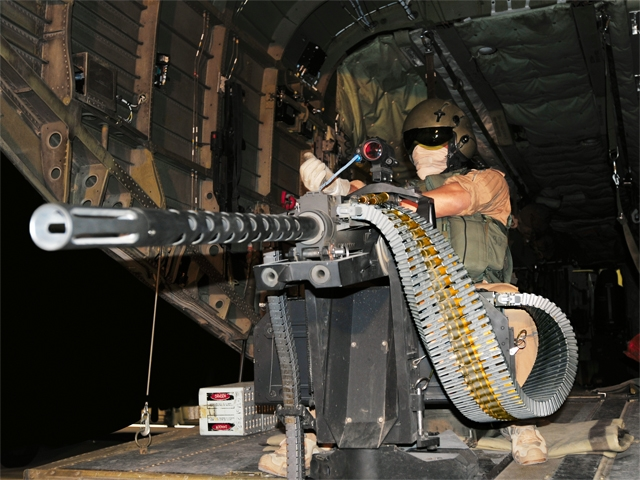
M3M-Bewaffnung auf der Heckrampe

Durch die Beteiligung der Bundeswehr an multinationalen Einsätzen außerhalb Deutschlands hat sich das Einsatzprofil gegenüber dem vorherigen, der Landesverteidigung, geändert. Seit dem Beschuss eines im UNO-Einsatz befindlichen CH-53G des Heeresfliegerregiment 25, wobei der Rumpf einen Treffer erhielt, werden die Hubschrauber von innen mit Aramidplatten gepanzert. Zur Selbstverteidigung können an den beiden vordersten Tür- bzw. Kabinenfenstern auch drehzapfengelagerte Maschinengewehre angebracht werden.
Zwei weitere Programme wurden zur Kampfwertsteigerung bzw. Modernisierung der CH-53G, die dann CH-53GS heißen, betrieben:
- Anlage zur elektronischen Erkennung und Abwehr von Flugabwehr-Geschossen (Elektronische Kampfführung, EloKa).
- Reichweitenerhöhung in Verbindung mit Nacht-Tiefflugfähigkeit und bodenunabhängiger Navigation.

Die EloKa-Anlage des CH-53GS besteht aus den drei Untersystemen Radar-/Laserwarn- und Störanlage (Elbit Systems), Flugkörperwarnanlage und Täuschkörperabwurfanlage, die schon in anderen CH-53-Versionen eingesetzt wurden. Die Radar-/Laserwarnanlage erfasst und identifiziert Signale von feindlichen radar- oder lasergestützten Waffensystemen und löst bei Bedarf automatisch Gegenmaßnahmen aus. Die Flugkörperwarnanlage erkennt gegnerische Flugkörper im Flug aufgrund ihrer Wärmesignatur und ermöglicht dann den Abwurf von Leuchtkörpern („Flares“) gegen IR-suchende oder von beschichteten Glasfasern („Chaff“) gegen radargesteuerte Raketen.
Die Reichweitenerhöhung umfasst ein Außenzusatztanksystem mit zwei Abwurftanks sowie spezielle Triebwerksluftfilter und neuentwickelte Titan-Rotorblätter. Eine zusätzliche Kraftstoffmenge von 4.920 Litern ermöglicht die Erhöhung der Flugzeit auf bis zu sechs Stunden. Die Nacht-Tiefflugfähigkeit wird durch den Einsatz des Global Positioning Systems und einer Pilotenkanzel-Ausrüstung mit helmmontierten BiV-Brillen und -Leselupen ermöglicht. Insgesamt wurden 22 der CH-53G auf den Standard CH-53GS umgerüstet. Für den Verlust der Maschinen 85+09 und 84+08 erfolgte die Nachrüstung der 85+05 und 85+01 zur GS-Variante, sodass die Gesamtanzahl bei 20 Maschinen bleibt.
Aufgrund der Erfahrungen aus Afghanistan wurden weitere Änderungen vorgenommen: Statt zwei MG3 befinden sich nun drei M3M-Maschinengewehre, eine modernisierte Variante des M2 von FN, im Kaliber 12,7 mm an Bord; das dritte MG wird auf der Heckrampe montiert. Weiterhin wurde die Flugkörperwarnanlage durch das MILDS-System (englisch Missile Launch Detection System) vom NH90 und Eurocopter Tiger ersetzt, nachdem das alte System öfter Fehlalarme auslöste.
2015 wurden Berichte veröffentlicht, in denen die Luftwaffe die weitere Nutzung der Version GS im Jahr 2016 in Frage stellt. Die Baureihe sei von „Obsoleszenzen betroffen, deren Beseitigung durch eine Rüstungsmaßnahme weiterhin nicht entschieden wurde. Insofern besteht ein erhöhtes Risiko ab 2016 in der grundsätzlichen weiteren Nutzung der Baureihe“. Der Einsatz in Afghanistan 2015 lasse sich nur mit „massiver Unterstützung“ durch Experten innerhalb der Truppe aufrechterhalten. Hinzu kommt, dass der Wechsel zur Luftwaffe erheblichen Verlust an Fachkräften zur Folge hatte; damit fehle qualifiziertes Personal für Betrieb und Instandhaltung. SPD-Verteidigungsexperte Hans-Peter Bartels kommentierte diese Tatsache mit den Worten: „Da ist sehr viel Knowhow verloren gegangen.“
Die Luftwaffe widersprach dieser Darstellung. „Einschränkungen, die sich auf den Grundbetrieb in Deutschland beschränken, haben keine Auswirkungen auf den Einsatz ‚Resolute Support‘. Zudem sei noch nicht darüber entschieden, ob die Luftwaffe so wie 2015 auch 2016 in Afghanistan eingesetzt werde.“ Ein Einsatz bis März 2016 wäre aber gesichert. Die verteidigungspolitischen Sprecherin der Grünen, Agnieszka Brugger, sowie Reinhard Schlepphorst, Vorsitzender des Berufsverbandes Interessengemeinschaft der Flugzeug- und Hubschrauberbesatzungen bei der Bundeswehr (IGTH), sehen jedoch einen reibungslosen Grundbetrieb in Deutschland als Voraussetzung für erfolgreiche Auslandseinsätze.
Im August 2015 wurde entschieden, zwei weitere Maschinen des Typs GS und Personal im September nach Afghanistan zu entsenden, um die dänischen MedEvac-Hubschrauber abzulösen.

##### CH-53GA
Zwischen 2010 und 2014 sollten 40 Exemplare der Version CH-53G ein Produktverbesserungsprogramm (PV) durchlaufen, um zum einen im Systemverbund mit dem Unterstützungshubschrauber Tiger und dem Transporthubschrauber NH90 eingesetzt werden zu können und zum anderen die Zeit bis zur Verfügbarkeit eines Nachfolgemodells zu überbrücken. Das Programm umfasste die Aufarbeitung der Luftfahrzeugzelle, was die Lebensdauer von 6.000 auf 10.000 Flugstunden erhöhen sollte, den Austausch der gesamten Verkabelung sowie den Einbau von verschlüsselungsfähigen Funkgeräten, Satellitenkommunikation, einem FLIR-Allwetter-Sichtsystem, einem Hinderniswarnsystem, einem 4-Achsen-Autopilot mit automatischer Start/Lande- und Schwebeflugfähigkeit, Navigation und Instrumentenflug im internationalen Luftraum, Zusatztanks in der Kabine sowie Selbstschutzausstattung (EloKa) wie bei der Variante CH-53GS. Nach der Musterzulassung sollten die umgerüsteten Maschinen die Bezeichnung CH-53GA (German Advanced) erhalten. Der Erstflug fand am 10. Februar 2010 bei Eurocopter in Donauwörth statt. Durch die Produktverbesserung sollte sich die Nutzungsdauer des CH-53GA bis ins Jahr 2030 verlängern.

##### CH-53GE
Weitere sechs CH-53G wurden unter anderem für den ISAF-Einsatz umgerüstet. Die Umrüstung enthielt unter anderem neue Fluginstrumente im Cockpit, verbesserte ELOKA und erweiterten Selbstschutz. Die ursprünglich Typenbezeichnung sollte CH-53GSX lauten, durch den Umfang der Umrüstungen war jedoch eine neue Variantenbezeichnung nötig; die neue Bezeichnung ist CH-53GE.

##### Missionstaktischer Arbeitsplatz (MTA) für CH-53GS/GE
Die Zellen der 26 Hubschrauber der GS/GE-Version wurden zur Aufnahme eines Missionsausrüstungspaketes für Personnel-Recovery-Einsätze, einer Form des bewaffneten Such- und Rettungsdienstes (CSAR), mit entsprechender Ausrüstung versehen. Für diese Missionen wurde ein im Frachtraum installierbarer missionstaktischer Arbeitsplatz (MTA) eingerichtet, mit dessen Sensorik (Personnel Locator System) die zu rettenden Personen auffindbar sind. Zur weiteren Ausrüstung des Rüstsatzes gehören ein Breitbandfunkgerät, eine Anbindung an die hubschrauberinterne Kommunikation als auch an die äußere Satellitenkommunikation sowie ein optisches Sichtsystem (FLIR) wie beim CH-53GA. Die Kosten belaufen sich auf zirka 25 Mio. Euro. Der erste Prototyp wurde im Frühjahr 2010 abgeliefert, die weiteren Hubschrauber folgten ab 2011. Seit Januar 2013 war der Missionstaktische Arbeitsplatz (MTA) an Bord des CH-53 GS in Afghanistan im Einsatz.

#### Zukunft in der Bundeswehr
Der CH-53 soll gemäß Bundesministerium der Verteidigung in der Version CH-53GA bis ins Jahr 2030 fliegen, unter anderem da die Industrie vor dem Jahr 2018 keinen Nachfolger anbieten konnte. Die lange Nutzungsdauer von 55 Jahren seit der Einführung wird auch durch die Generalüberholung der Luftfahrzeugzelle im Rahmen der Produktänderung „Überschreitung 6000 h Safe-Life Zelle“ möglich.
Im Februar 2017 erhielt Airbus Helicopters vom Bundesamt für Ausrüstung, Informationstechnik und Nutzung der Bundeswehr (BAAINBw) einen Auftrag zur Nachrüstung aller 26 schweren Transporthubschrauber der Typen CH-53GS und GE. Diese Hubschrauber haben Obsoleszenzen; einige Bestandteile sind veraltet oder nicht mehr auf dem Markt erhältlich. Sie werden vorsorglich durch verfügbare Bauteile ersetzt, wie z. B. Multifunktionsdisplays, Radarhöhenmesser oder einen vollwertigen Autopiloten. Die Umrüstung sollte den Betrieb der Hubschrauber voraussichtlich bis in das Jahr 2030 sichern. Sie begann 2017 zunächst mit zwei Maschinen. Ab 2018 sollten jährlich sechs Hubschrauber umgerüstet werden, so dass der Bundeswehr 2022 die komplette Flotte von CH-53GE- und GS-Hubschraubern modernisiert zur Verfügung gestanden hätte. Im Jahr 2023 wurde circa ein Viertel der Helikopter vom Typ CH-53G in einem einsatzbereiten Zustand gehalten.
Im April 2014 wurde bekannt, dass das deutsch-französische Projekt „Future Transport Helicopter“ (FTH) von den Partnerstaaten nicht weiter betrieben wird. Die Bundeswehr erwog Ende 2017, entweder den CH-53K oder den CH-47F zu beschaffen.
Am 28. Februar 2019 eröffnete das BAAINBw die Ausschreibung für das Nachfolgeprojekt STH (Schwerer Transporthubschrauber). Gefordert wurde ein Hubschrauber mit einem maximalen Abfluggewicht von über 20 Tonnen. Es war die Beschaffung von mindestens 44 und maximal 60 Hubschraubern geplant. Die Einführung des neuen Hubschraubers sollte 2023 beginnen und 2031 abgeschlossen sein.
Deutschland beschloss im Jahr 2023, 60 neue Maschinen des Typs Boeing-Vertol CH-47F zu beschaffen. Die Lieferung ist ab 2027 geplant.

## Nutzer
- Deutschland: 112 CH-53G
- Iran: 6 RH-53D, Minenräumer[22]
- Israel: 33 CH-53D, 12 CH-53K im Jahr 2021 bestellt
- Japan: 11 MH-53J
- Mexiko: 4 S-65C Ya’sur 2000s, 2005 von Israel gekauft[23]
- Österreich: 2 CH-53D von 1970 bis 1981, wurden auf Grund der hohen Wartungskosten an Israel verkauft[24]
- Vereinigte Staaten
  -  Air Force HH-53B/C, MH-53J/M
  -  Navy 70 MH-53D/MH-53E
  -  Marine Corps 112 CH-53A/D/E

### In Nutzung durch die Israelische Luftwaffe (IAF)

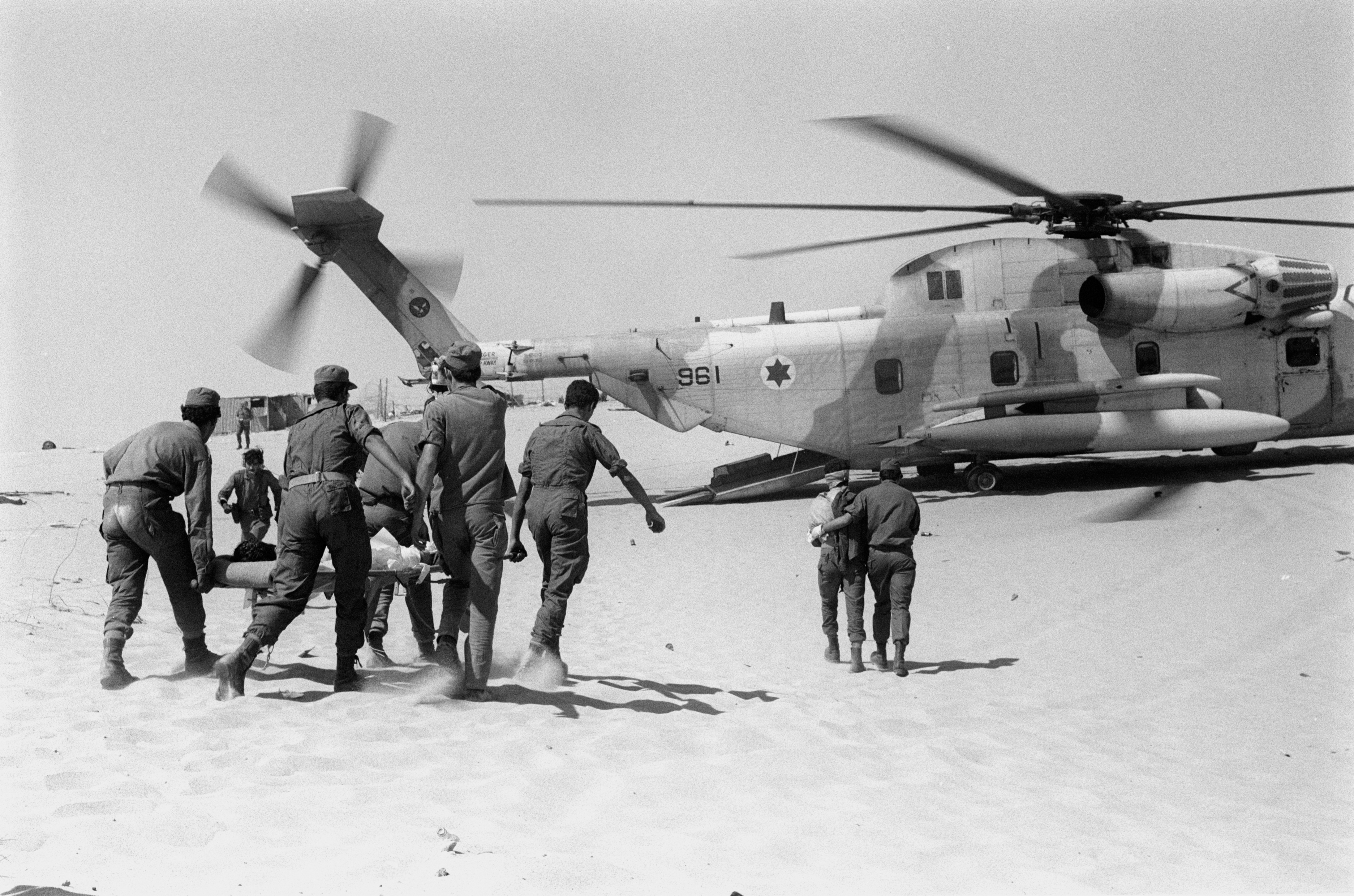
Eine israelische CH-53D Jasʿur der 118. Staffel „Night Raptors“ beim Transport von Verwundeten während des Jom-Kippur-Krieges 1973
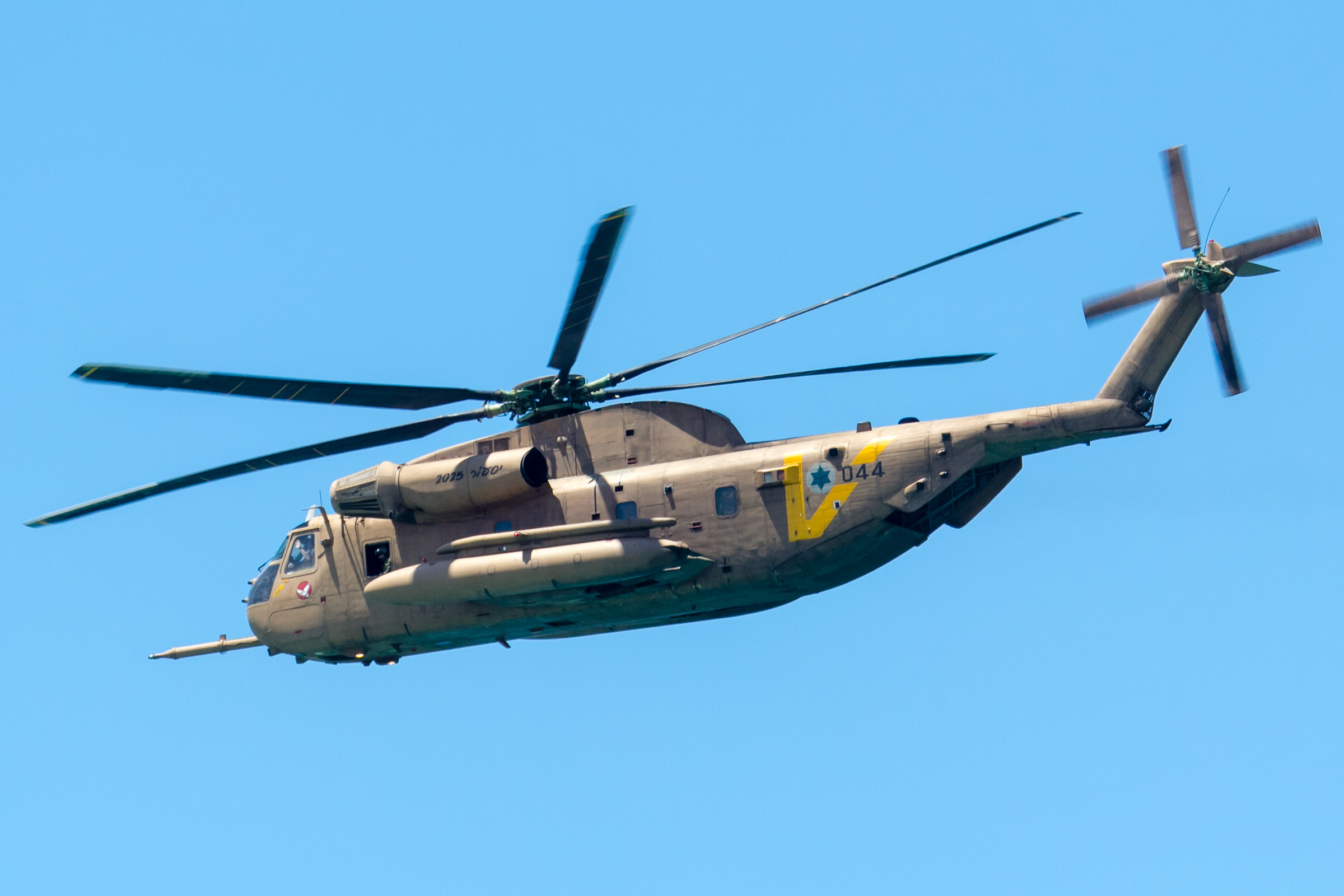
Eine israelische CH-53D Jasʿur der 118. Staffel „Night Raptors“ vom Militärflugplatz Tel Nof im Mai 2016 am Unabhängigkeitstag
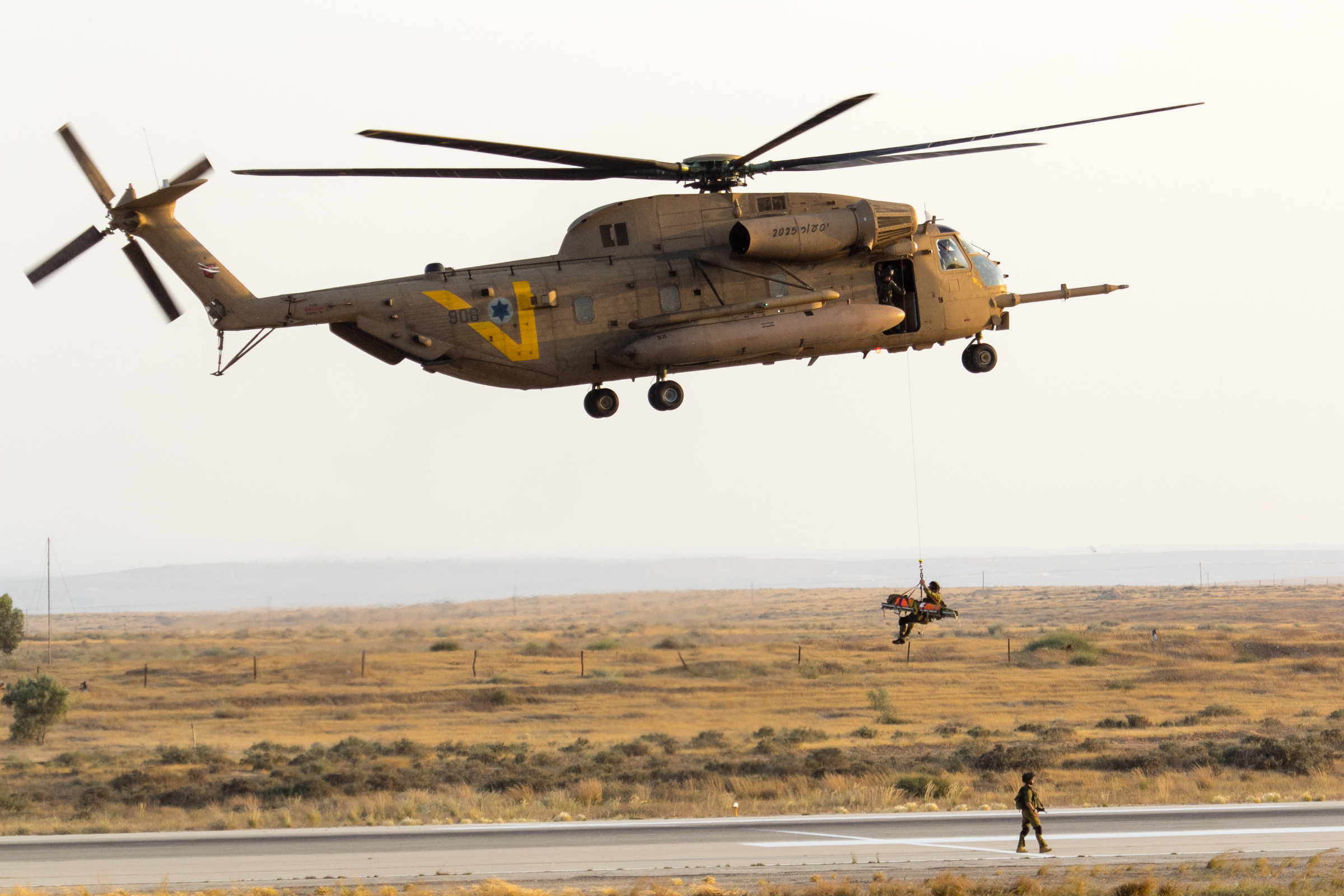
Die israelische Rettungseinheit 669 „Flying Cats“ übt mit einer CH-53D Jasʿur die Bergung von Personen im Juni 2016 auf Chazerim
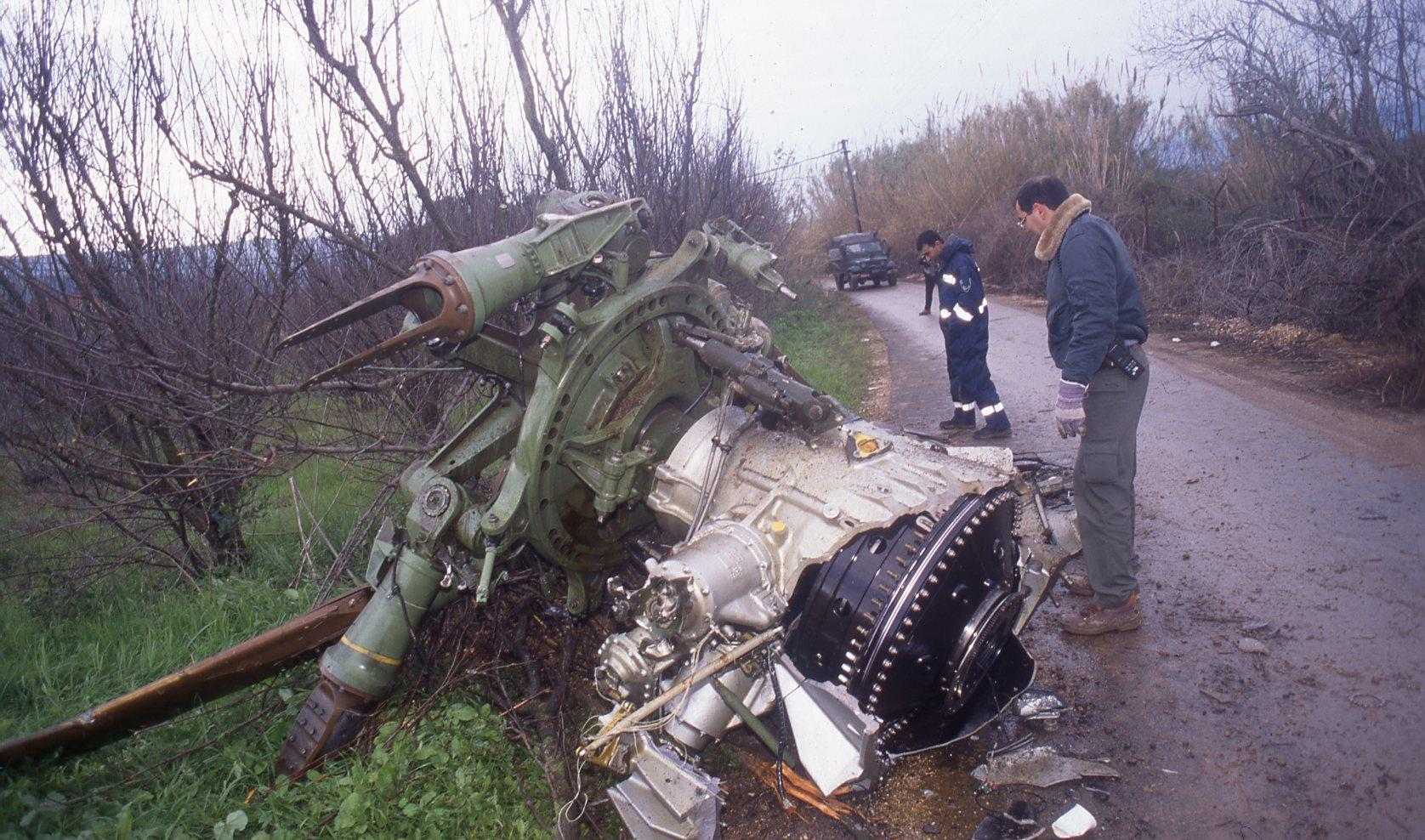
Der Unfall zweier israelischer CH-53D im Februar 1997 mit 73 Toten markiert den schlimmsten Unfall dieses Hubschrauber-Typs

## Zwischenfälle
- Am 14. Februar 2000 bekam eine CH-53 in Mendig mit dem Hauptrotor Bodenberührung, bedingt durch einen Wartungsfehler. Beim folgenden Crash starben die beiden Piloten und drei weitere Besatzungsmitglieder verletzten sich zum Teil schwer.[26]

- Am 21. Dezember 2002 kamen sieben deutsche Soldaten in Afghanistan ums Leben, als ihre CH-53 nach einem Erkundungsflug nahe dem Flughafen Kabul abstürzte. Es handelte sich um den bis dahin schwersten Unfall bei Auslandseinsätzen der Bundeswehr. Als Ursache wurden Störungen am Getriebe genannt.[27]

- Am 9. April 2018 verunglückte eine CH-53 bei einer Zwischenlandung in Haßfurt-Schweinfurt, hierbei wurde eine Person am Boden tödlich verletzt.[28]

## Technische Daten
|                       | Sikorsky CH-53G                                                                                                   |
| --------------------- | --- |
| Typenbezeichnung      | Sikorsky CH-53G(S)                                                                                                |
| Hersteller            | Sikorsky Aircraft / United Technologies                                                                           |
| Lizenzbau             | VFW-Fokker |
| Erstflug              | 1964 (CH-53A) bzw. 1969 (CH-53G)                                                                                  |
| Kategorie             | mittelschwerer Transporthubschrauber                                                                              |
| Besatzung             | 4–7; 2 Piloten, Bordtechniker und andere                                                                          |
| Passagiere            | bis zu 36 Soldaten                                                                                                |
| Hauptrotordurchmesser | 22–24 m (je nach Version)                                                                                         |
| Länge über alles      | ~ 27 m |
| Leermasse             | 12.650 kg (11.790 kg GS-Version)                                                                                  |
| max. Startmasse       | 19.050 kg (19.050 kg GS-Version)                                                                                  |
| Standardnutzlast      | 5500 kg (intern) / (4600 kg GS-Version)                                                                           |
| max. Außenlast        | 7255 kg (bei Teilbetankung)                                                                                       |
| Kraftstoffvorrat      | ~1855 kg (2384 Liter)                                                                                             |
| Triebwerke            | 2 × Haupttriebwerke General Electric T64-GE-7 oder T64-GE-100 (nach Modernisierung) und Hilfstriebwerk Solar T-62 |
| Dauerleistung         | 2 × 2890 kW (T 64-GE-7) oder 2 × 3229 kW (T 64-GE-100)                                                            |
| Kraftstoffverbrauch   | ~ 800 l/h (durchschnittlich)                                                                                      |
| Höchstgeschwindigkeit | 295 km/h (VNE) |
| Marschgeschwindigkeit | 215 km/h; max. 240 km/h                                                                                           |
| max. Steigleistung    | ~ 660 m/min (VROC)                                                                                                |
| max. Flughöhe         | ~ 2750 m |
| max. Schwebeflughöhe  | ~ 2000 m (HOGE)                                                                                                   |
| Reichweite            | 400 km / CH-53GS: 650 Kilometer, Überführungsreichweite: über 1200 km                                             |
| Einsatzdauer          | 1:40 h / CH-53GS: 6:30 h                                                                                          |